# Roxelana
Haseki Hürrem Sultan (en turco otomano:خُرَّم خصيكي; “La que trae la alegría”) (Rohatyn, c.1506 – Estambul, 15 de abril de 1558) (nombre de nacimiento: Alexandra o Anastasia Lisowska), también conocida como Roxelana, fue una esclava que se convirtió en la única esposa legítima del sultán Solimán el Magnífico. Fue una de las mujeres más poderosas del Imperio otomano; gobernó el harén como jefa durante casi 30 años e inició el llamado Sultanato de Mujeres. 
Tuvo seis hijos, de los cuales uno logró ascender al trono bajo el nombre de Selim II. Sus importantes obras arquitectónicas y su caridad le valieron el respeto y la admiración de la población, aunque su frecuente intromisión en el mundo de la política le granjearon muchos enemigos en la corte. Su türbe o mausoleo está en la Mezquita de Süleymaniye de Estambul junto con el de su esposo.

## Origen

### Nombre

La Sultana Rossa, por Tiziano (1550); Museo Tingling de Sarasota).

Nacida en Rohatyn, en el Reino de Polonia (actualmente Ucrania), Hürrem nació entre 1502 o 1504 bajo el nombre de Aleksandra o Anastazja Lisowska (en español: Alexandra o Anastasia).  Se ha especulado con que Alexander Józef Lisowski era un descendiente de un pariente lejano de ella debido a sus apellidos, pero no es algo confirmado.
En las fuentes occidentales se la conoce como Roxelana o bien Alexandra, Rojelana, Rosselana, Roxolana, Rossa y Fortunata, pero su nombre oficial fue Hürrem Sultan, del persa ( خرم) "Khorram", "la que trae alegría" o "la alegre".
En algunos registros de sus fundaciones se le escriben como "Karima Sultan", Karima significa "La reluciente entre las favoritas" pero en árabe significa "Bondadosa, Generosa o Noble", además fue la primera en obstentar el título de "Haseki Sultan", que fue creada por el sultán para complacerla.

### Identificación
Durante mucho tiempo se sostuvo que Roxelana era una noble italiana llamada Margherita Marsili (conocida en la Toscana de su tiempo como "La Bella Marsilia"), nacida en Siena. Margherita Marsili cuando tenía trece años fue raptada el 22 de abril de 1543 y llevada al serrallo de Estambul, sin embargo la cronología, por una escasa diferencia de tiempo (la jovencita Marsilia falleció antes de 1550), y otros indicios, dan una mayor probabilidad de que se tratara de una joven eslava nacida en Rohatyn, en el actual óblast de Ivano-Frankivsk.

### Apariencia y personalidad
Los embajadores europeos de la época la retrataban como pelirroja de ojos verdes (o azules) y tez blanquecina. Entre el harén era una muchacha con temperamento vivo, siendo muy alegre: la razón para que la bautizaran como «alegre» o «sonriente». 
Los embajadores venecianos la describieron como atractiva pero no hermosa, esbelta y elegante. La combinación de rasgos eslavos, el inusual cabello rojo, y su temperamento alegre quizás cautivaron a Solimán, ya que llegó a pedirle en persona que fuera su esposa.

## Biografía
Durante el reinado de Bayezid II, entre 1509 a 1512, fue raptada por los tártaros. De hecho se reporta que en 1509, durante una de las incursiones esclavistas en Europa Oriental, su natal Rohatyn fue atacada por un ataque tártaro, por lo que es probable que fuera esclavizada en ese año. Luego, fue vendida al palacio de Crimea, en Bajchisarái. 
Posterior a eso fue regalada como esclava en los últimos años del sultán Selim I, donde pasó a ser odalisca del harén. Hürrem probablemente entró en el harén alrededor de los doce a catorce años de edad, en algún momento entre 1514 y 1516, pero desde luego antes de que Solimán se convirtiera en sultán en 1520. Los tártaros pueden haberla llevado primero a la ciudad crimea de Kaffa, un importante centro del comercio de esclavos otomano, antes de que fuera llevada a Constantinopla. 
El jeque Qutb al-Din al-Nahrawali, una figura religiosa de La Meca, que visitó Constantinopla en 1558, señaló en sus memorias que había sido sirvienta en el palacio de Hançerli Zeynep Hanzade Fatma Sultan, una de las nietas de Bayezid II, quien se la regaló a Suleiman cuando ascendió al trono. 
Aunque otros dicen que en realidad Solimán la conoció mientras caminaba por el palacio. Hasta el día de hoy, hay diversas teorías de cómo lograron conocerse.
Rápidamente llamó la atención de su amo y atrajo los celos de sus rivales. Su espíritu alegre y temperamento lúdico le valió un nuevo nombre, Hürrem, del persa Khurram ("la alegre"). En el harén de Estambul, Hürrem se convirtió en una posible rival de Mahidevran Hatun, una concubina de Solimán, aunque esta es una teoría probablemente falsa. 
Se convirtió en la única esposa legítima del sultán, un evento inusual desde la fundación del Imperio dos siglos antes. Este matrimonio hizo que el sultán crease el título honorífico de "Haseki Sultan" ("Única favorita" o "el que pertenece excesivamente al sultán", en persa literario), uno de los más importantes en el momento de su creación y utilizado desde entonces solamente por la esposa legal del sultán.
Su increíble influencia sobre el sultán pronto se convirtió en leyenda.
A Hürrem se le dejó dar a luz a más de un hijo, que era una gran violación del viejo principio del harén imperial otomano, “una concubina—un hijo” o "una madre un hijo", que fue diseñado para evitar tanto la influencia de la madre en el sultán como las peleas de sangre entre hermanos por el trono. Después de tener 6 hijos destruyó el estatus de Mahidevran como la madre del único hijo del sultán. Aunque ciertamente hoy en día no es aceptado una rivalidad entre ambas mujeres, ya que Mahidevran parecía estar más interesada en la educación de Mustafa y Hürrem en sus hijos, lo que haya sido probable que no se hayan visto muchas veces y esto hayan sido rumores sin fundamentos. 
Entre 1526 a 1530 (la fecha exacta se desconoce), Solimán se casó con Hürrem en una magnífica ceremonia formal, convirtiéndose en el primer sultán otomano en casarse a excepción de Orhan I (1326-1362), y con la violación de una norma con más de 200 años de antigüedad de la casa imperial otomana según la cual los sultanes no podían casarse con sus concubinas.
Nunca antes una esclava había sido elevada a la condición de cónyuge legal del sultán, ante el asombro de los observadores en el palacio y en la ciudad; Hürrem también recibió el título Haseki Sultan y se convirtió en la primera consorte en ostentarlo. Este, que se utilizó durante más de un siglo, refleja el gran poder de las consortes imperiales (la mayoría de ellas antiguas esclavas) en la corte otomana de los siglos XVI y XVII, elevando su estado a uno más alto que las princesas otomanas (tías, hermanas, primas e inclusive las hijas) y haciéndolas iguales a las emperatrices consortes de Europa.
Hürrem Sultan no solo recibió un gran poder sino que nadie podía quitárselo, ofenderla se consideraba una ofensa hacia el mismo sultán, por lo cual ni siquiera la madre del sultán podía menospreciarla, de hecho, el poder de Hürrem estaba solamente por debajo de la Valide Sultan. Solimán no solo rompió la vieja costumbre, sino que creó una nueva tradición para los futuros sultanes otomanos al casarse en una ceremonia formal y que sus consortes tuvieran una influencia significativa en el gobierno, especialmente en materia de sucesión. La asignación de Hürrem era de 2000 aspers al día, haciendo de ella una de las Haseki más adineradas de todos los tiempos, y siendo la segunda más adinerada después que su hija, Mihrimah Sultan.
Más tarde, Hürrem se convirtió también en la primera mujer en permanecer en la corte del sultán durante toda su vida. En la tradición de la familia imperial otomana, la mujer de un sultán debía permanecer en el harén solamente hasta que su hijo alcanzara la mayoría de edad (alrededor de los 16 o 17 años), después de lo cual sería enviado lejos de la capital para gobernar una provincia lejana junto a su madre, esta tradición fue llamada Sanjak Beyliği. Las consortes no podían volver a Estambul a menos que su hijo sucediera en el trono. Haciendo caso omiso de esta antigua costumbre, Hürrem se quedó en el harén con su hijo Cihangir (el cual sufría por tener una joroba), incluso después de que sus otros tres hijos partieran a gobernar las provincias del imperio. Por otra parte, se trasladó fuera del harén situado en el antiguo palacio (Eski Saray) al palacio de Solimán ubicado en el Palacio Nuevo (Topkapi) después de que un incendio destruyera el antiguo palacio en enero de 1541.

### El amor entre Hürrem y Solimán
La historia de amor entre Hürrem y Solimán se convirtió en una leyenda. En una versión, se dice que Solimán pasó por delante de la parte del palacio donde trabajaba Hürrem, y quedó encantado con su hermosa voz, se detuvo para conversar con ella y quedó impresionado por su naturaleza despreocupada y su habilidad para conversar. En otras historias, fue la madre de Solimán, Ayşe Hafsa Sultan, quien terminó de criar a la joven y seleccionó a Hürrem para pasar una noche complaciendo a su hijo. Había cientos de mujeres en el harén del sultán, y la probabilidad de que estas mujeres llegaran a conocer al sultán en persona era escasa. En preparación para esta reunión, Hürrem habría sido bañada, ungida con aceites fragantes y vestida con ropa fina para complacer a su amo.
Bajo su nombre de pluma Muhibbi, el Sultán compuso poemas para Hürrem.

## En los asuntos del Estado

### Figura controvertida
Hürrem no solo se convirtió en consejera de Solimán en temas referentes al harén, sino también en los asuntos del Estado. Gracias a su inteligencia, actuó como principal asesora de Solimán, y tuvo un gran influjo sobre la política exterior y la política internacional. Por esta razón, se convirtió en una figura polémica en la historia otomana, que fue objeto de acusaciones de conspirar y manipular contra sus rivales políticos. En especial se hizo famosa su rivalidad con Pargalı İbrahim Paşa, quien era la mano derecha del sultán y apoyaba el ascenso al trono del hijo mayor del sultán, Şehzade Mustafa, quien era hijo de una concubina albanesa o circasiana.
Hürrem y Mahidevran (madre de Mustafa) habían dado a Solimán seis şehzades (príncipes), por parte de Hürrem solo tres de los cuales sobrevivieron más allá de 1550: Selim, Bayezid y Cihangir, mientras que Mahidevran solo tenía a Mustafa.

Mustafa era el mayor, pero no existía línea sucesoria, ni tenía prioridad el hijo mayor a la ascensión al trono. El şehzade más apto y más apoyado ascendía al trono. Era evidente que Hürrem deseaba que uno de sus hijos fuese el próximo sultán y no Mustafa, ya que sus hijos serían ejecutados apenas él tomará el trono. Mustafá fue apoyado por Ibrahim, que se convirtió en Gran Visir en 1523. Hürrem es en general considerada parte responsable de las intrigas en el nombramiento de un sucesor. A pesar de que ella era la esposa de Solimán, como toda cónyuge de un soberano musulmán, no ejerció ninguna función pública oficial. Esto no obstante, no impidió que Hürrem tuviera una “poderosa influencia política”. Su posición en el Harén del palacio de Topkapi era tan alta que su poder era comparable al de una Valide Sultan, dirigiendo el harén del palacio desde 1534 hasta su muerte.

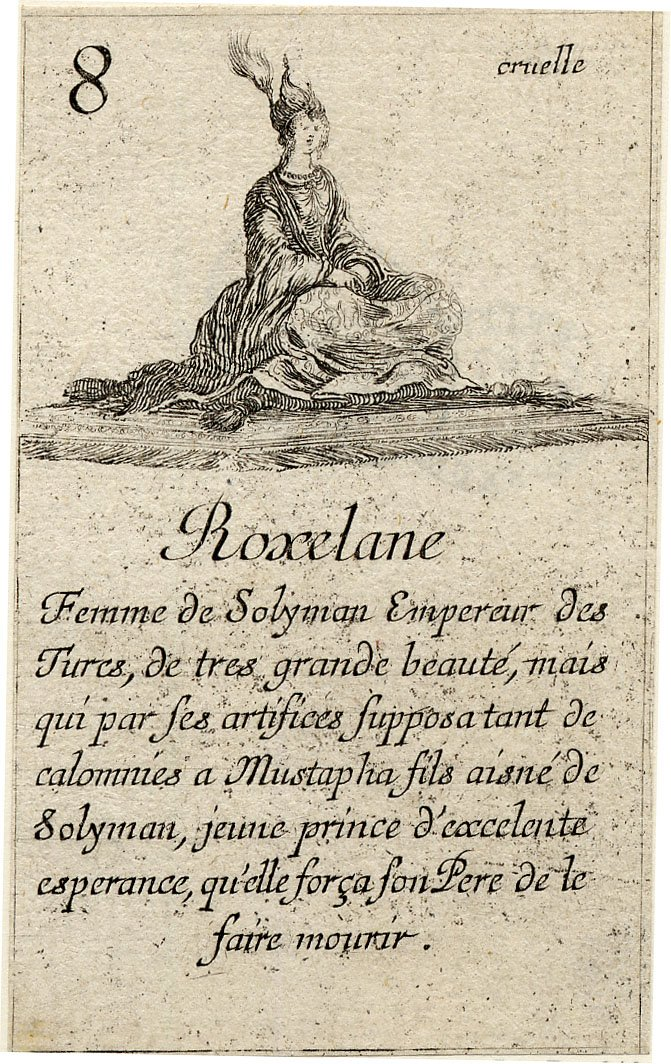
Bajo la imagen de la sultana en un juego de cartas de 1644, se leen siete líneas descriptivas en francés, "Femme de Solimán Empereur des Turcs" (Esposa de Solimán el Magnífico, emperador de los turcos) y "cruelle" (cruel) escrito arriba en la derecha del boceto.

Siendo un hábil comandante del ejército de Solimán, Ibrahim finalmente cayó en desgracia después de una imprudencia cometida durante una campaña contra el imperio persa safaví durante la Guerra Otomano-Safávida (1532-1555), cuando se concedió a sí mismo un título que incluía la palabra "sultán", este título se basaba en un nombramiento que se les otorgaba a los comandantes de ejército como lo era Ibrahim.
Otro conflicto se produjo cuando Ibrahim y su antiguo mentor, Iskender Çelebi, se enfrentaron en varias ocasiones sobre el liderazgo militar y posiciones durante la guerra safavída. Estos incidentes pusieron en marcha una serie de acontecimientos que culminaron en su ejecución en 1536 por orden de Solimán. Después de otros tres grandes visires en ocho años, a través de Hürrem, Rüstem Paşa, esposo de Mihrimah Sultan, fue seleccionado por Solimán para convertirse en el gran visir.
Muchos años más tarde, hacia el final del largo reinado de Solimán, la rivalidad entre sus hijos se hizo evidente.
Durante la campaña contra Persia safaví en 1553, Şehzade Mustafa fue ejecutado debido a las acusaciones de conspiración con el Sah Tahmasp I para derrocar a su padre y acceder al trono, finalmente muerto, solo quedaban sus dos hijos en la disputa del trono.
Después de la muerte de Mustafá, Mahidevran perdió su estatus en palacio. El Sultán le quitó su sueldo y confiscó sus propiedades. Solimán desestimó a Rüstem y nombró a Kara Ahmed Paşa (esposo de la hermana del sultán) como su gran visir en octubre de 1553. Sin embargo, después de su muerte, quien fue estrangulado por orden del Sultán, Rüstem Pasha se convirtió nuevamente en el gran visir (1555-1561).

#### La política exterior

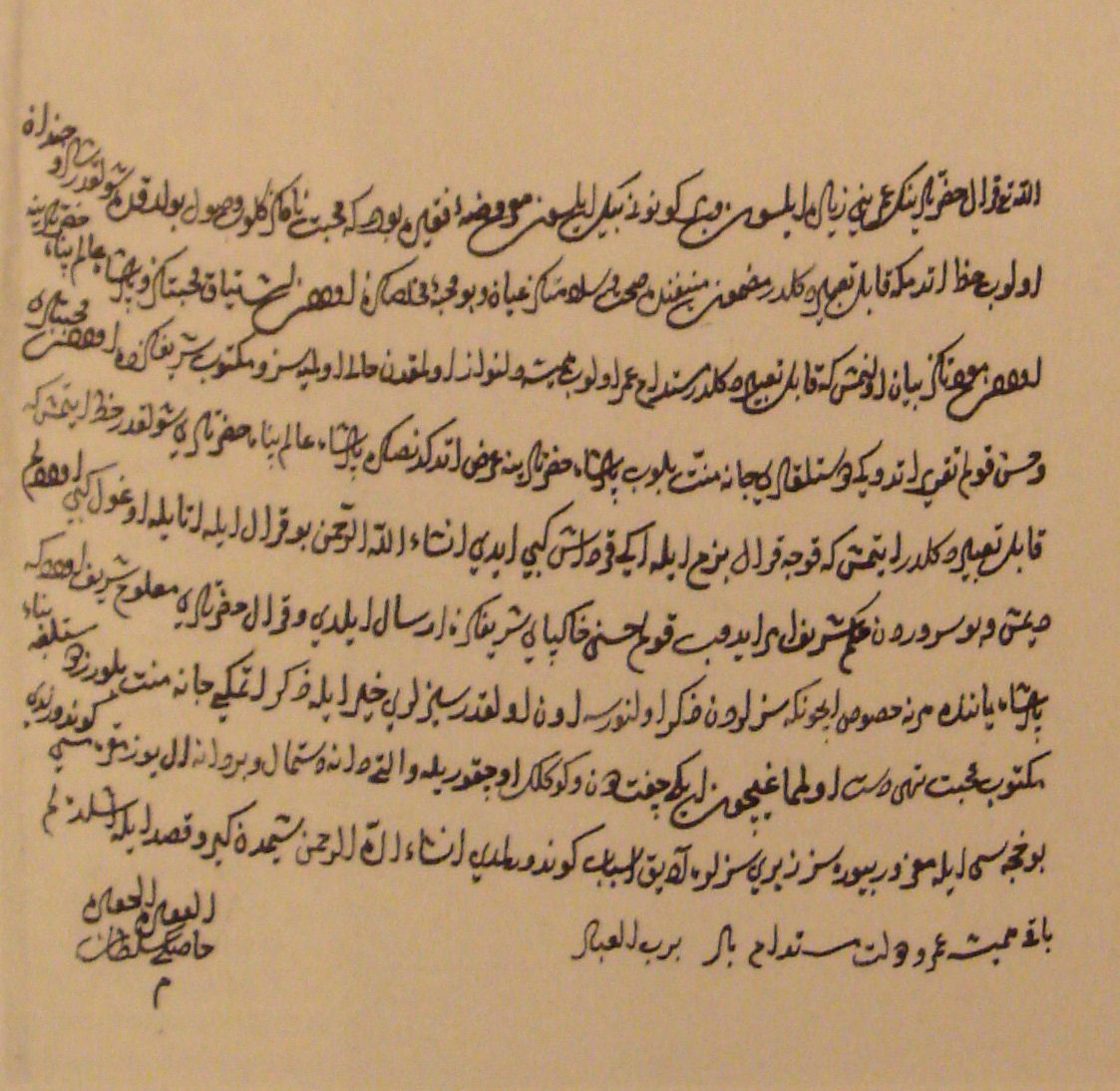
Carta de Hürrem Sultan a Segismundo II Augusto, felicitando por su ascenso al trono.

Hürrem actuó como asesora de Solimán en los asuntos de Estado, y tuvo una gran influjo sobre la política exterior y la política internacional. Dos de sus cartas al Rey Segismundo II Augusto de Polonia (reinó de 1548 a 1572) han sobrevivido, y durante su vida en general, el Imperio Otomano tuvo relaciones pacíficas con el estado polaco dentro de una alianza otomano-polaca.
En su primera carta a Segismundo II, Hürrem expresa su mayor alegría y felicitaciones al nuevo rey con ocasión de su ascensión al trono de Polonia tras la muerte de su padre Segismundo I en 1548. También dice al Rey que confíe en ella y en el enviado Hasan Ağa. En su segunda carta a Segismundo en agosto, en respuesta a su carta, Hürrem expresa en términos superlativos su alegría al enterarse de que el rey está en buen estado de salud y que envía la seguridad de su simpatía sincera y la del sultán Solimán el Magnífico. También cita al sultán diciendo, "con el viejo rey éramos como hermanos, y si le place al Dios Misericordioso, con este rey seré como padre e hijo". 
Con esta carta que Hürrem envió a Segismundo II se incluía el regalo de dos pares de camisas de lino y pantalones, algunos cinturones, seis pañuelos, y una toalla de mano, con la promesa de enviar una túnica de lino especial en el futuro.
Hay razones para creer que estas dos cartas eran más que simples gestos diplomáticos, y que las referencias de Solimán a los sentimientos de hermandad o paternales no eran un mero homenaje a la conveniencia política. Las cartas también sugieren un fuerte deseo de Hürrem para establecer contacto personal con el rey de su tierra natal.

## Asesora (1533-1558)
Luego de su matrimonio con Suleimán, a Hürrem Sultan se le otorgaría el poder para poder su asesora y poder opinar sobre las decisiones en el consejo, es decir, que ella estaba debajo del sultán tanto en el harén como en el estado, alcanzando un poder sin precedentes, conocida como la cuna del sultanato femenino. Esto convirtió a Hürrem Sultan en una mujer más influyente en la historia del Imperio Otomano, donde sus sucesoras disfrutarian de un tratamiento semejante. Empezó así un período de más de un siglo conocido como “el Sultanato de las Mujeres”, en el que las madres, hijas, hermanas, consortes principales y esposas legales de los sultanes ejercieron un gran poder en la corte otomana. Hürrem fue una de las mujeres más educadas del mundo en ese momento, desempeñó un papel importante en la vida política del Imperio Otomano, se convirtió en la primera asesora del Padişah.
Hürrem estaba interesada en los asuntos internacionales, tenía grandes habilidades diplomáticas. Se comunicó libremente con los embajadores de los países europeos, mantuvo correspondencia con los gobernantes de Venecia y Persia, estuvo al lado de Solimán en recepciones y banquetes. Hürrem tuvo una gran influencia en su marido, en la vida política y social del Imperio Otomano, y todo esto sucedió en Oriente, donde es inaceptable que una mujer interfiera en los asuntos estatales.

## Organizaciones benéficas
Aparte de sus preocupaciones políticas, Hürrem participó en varias obras importantes de edificios públicos, desde La Meca a Jerusalén, además de sus fundaciones de caridad. Entre sus obras se encontraban una mezquita, dos escuelas coránicas (madrazas), una fuente y un hospital para mujeres cerca del mercado de esclavos de las mujeres (Avret Pazary) en Constantinopla. Estos fueron los primeros complejos construidos en Estambul por Mimar Sinan en su nueva posición como arquitecto imperial en jefe. El hecho de que fuera el tercer edificio más grande de la capital, después de los complejos de Mehmed II (Fatih) y Süleyman (mezquita de Suleimán), da testimonio del gran estatus de Hurrem. También construyó complejos como las mezquitas en Adrianópolis y Ankara.
Encargó un baño público, los Baños de Roxelana, para servir en las abluciones de la comunidad de fieles de la cercana mezquita de Santa Sofía. En Jerusalén se estableció en 1552 el Haseki Sultan Imaret, un comedor de beneficencia pública para alimentar a los pobres y los necesitados. Este comedor se dijo que alimentaba al menos a 500 personas dos veces al día. También construyó el Imaret Haseki Hürrem, otro comedor de beneficencia público en La Meca.

## Descendencia
Con Solimán tuvo cinco hijos y una única hija:

### Hijos
- Şehzade Mehmed (31 de octubre de 1521 — 6 de noviembre de 1543), primer hijo de Hürrem. Se convirtió en el favorito de su padre, desplazando a Şehzade Mustafa. Fue gobernador de la provincia de Manisa desde 1541 hasta su repentina muerte en 1543 debido a una enfermedad, posiblemente de viruela. Tuvo descendencia;
- Selim II (28 de mayo de 1524 — 15 de diciembre de 1574), fue primero gobernador de Karaman, después de Manisa tras la muerte de Mehmed y más tarde gobernador de Konya y Kütahya. Ascendió al trono el 7 de septiembre de 1566 como Selim II. Tuvo descendencia;
- Şehzade Abdullah (1525 — 1528), muerto en la infancia, probablemente de viruela;
- Şehzade Bayezid (1526 — 25 de septiembre de 1561), fue gobernador de Karaman, Kütahya y más tarde, de Amasya. Fue ejecutado por órdenes de su padre por traición. Tuvo descendencia;
- Şehzade Cihangir (9 de diciembre de 1531 — 27 de noviembre de 1553), nacido con un problema en la columna, murió joven debido a su enfermedad de nacimiento, y sin gobernar una provincia. No tuvo descendencia;

### Hija
- Mihrimah Sultan (1522 — 25 de enero de 1578): única hija de Hürrem. El 26 de noviembre de 1539 contrajó matrimonio con Damat Rüstem Paşa, más tarde Gran Visir (1544 – 1553) y (1555 – 1561). Fue una de las sultanas de nacimiento más adineradas y poderosas de la historia otomana. Es una de las figuras más importantes y prominentes de la época conocida como el Sultanato de Mujeres. Tuvo descendencia.

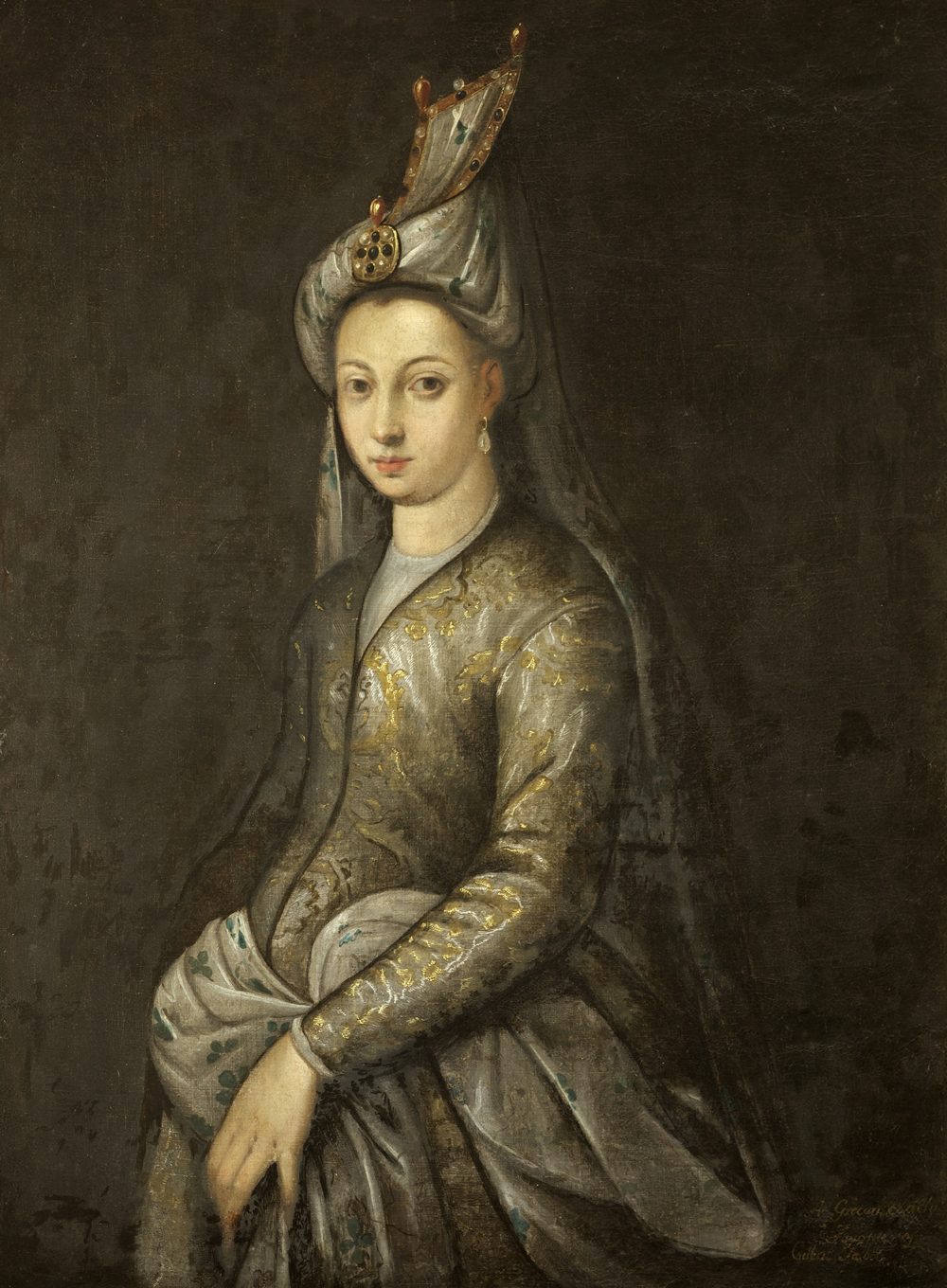
Hija de Solimán y Hürrem, Mihrimah Sultan
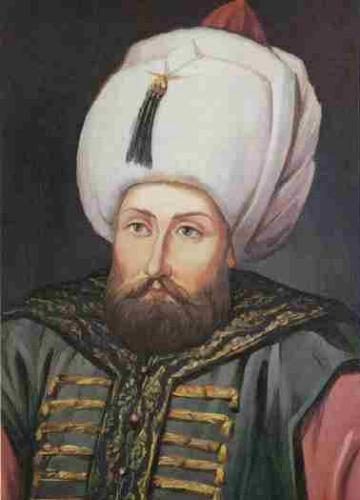
Şehzade Selim, hijo de Hürrem y futuro sultán Selim II

## Muerte

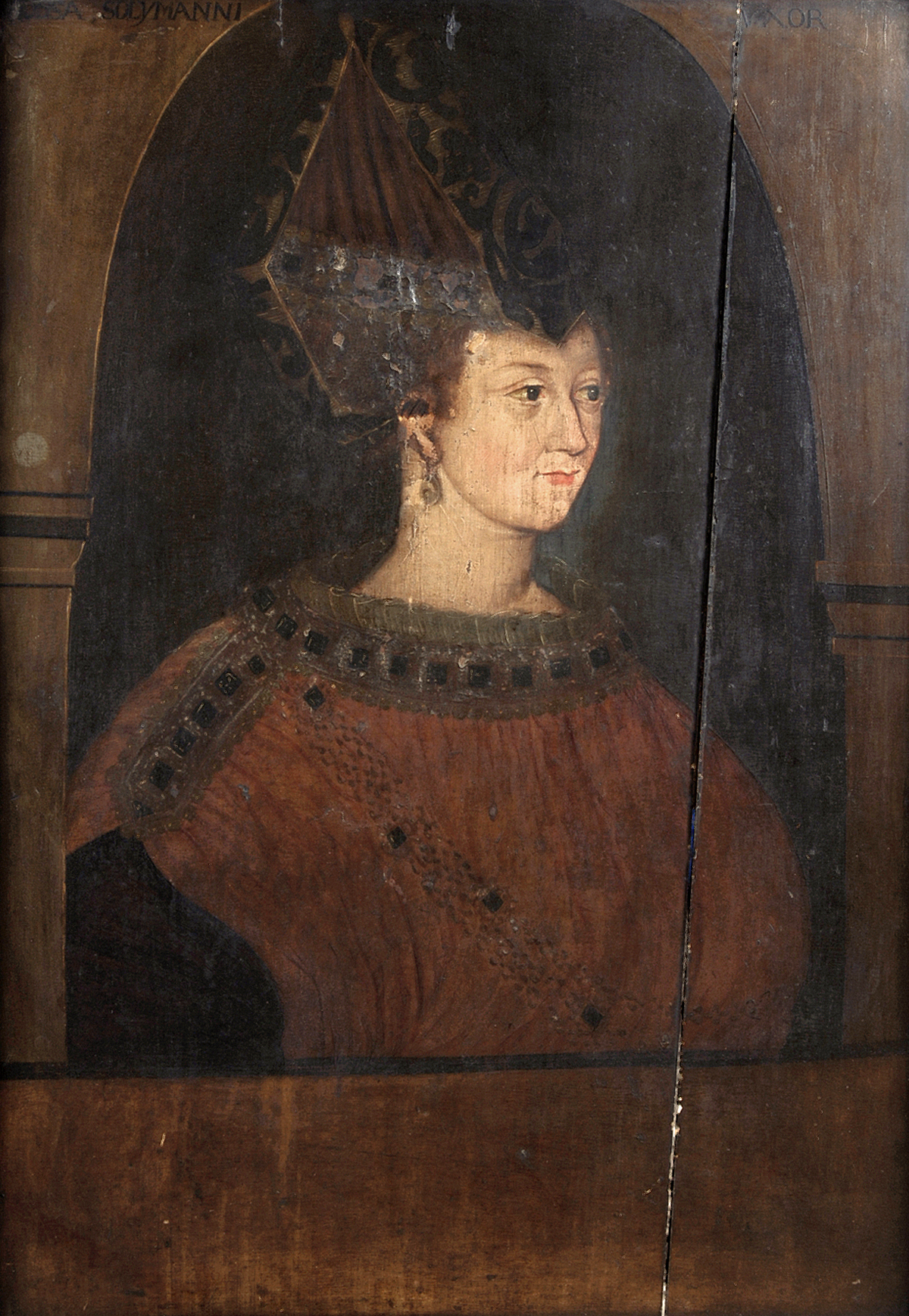
Pintura inspirada en Hürrem Sultan en sus últimos años, década de 1550.

La salud de Hürrem se deterioró gradualmente en la década de 1550, y en el otoño de 1557 alcanzó tales proporciones que se vio obligada a regresar definitivamente al Palacio Viejo, donde fue tratado por los mejores médicos. Solimán intentó pasar el mayor tiempo posible con ella. En la primavera de 1558, Hürrem ya estaba demasiado enferma y el sultán entregó todas las responsabilidades a su Gran Visir y yerno, Rüstem, para que pudiera pasar todo su tiempo con su esposa moribunda. Así también, las responsabilidades del Harén habrían recaído en las manos de la hija de Hürrem. 
Solimán iba siempre al antiguo palacio, otros dicen que incluso se fue a vivir temporalmente al lugar, esperando que la salud de ella mejorará. Finalmente y como era de esperarse, Hürrem murió el 15 de abril de 1558. 
Hasta el día de hoy no se sabe exactamente qué enfermedad tenía Hürrem, es posible que tuviera algún tipo de tumor maligno. Otros dicen que fue algún tipo de cáncer o malaria.
Hürrem fue enterrada en un mausoleo en forma de cúpula (türbe) decorado en azulejos de Iznik exquisitos que representan los jardines del paraíso, quizás un homenaje mostrando una naturaleza alegre al igual que lo era ella. Su mausoleo es adyacente al de Solimán, una estructura abovedada separada y más sombría, en el patio de la Mezquita de Süleymaniye. Pese a que su hijo, Selim II, era el heredero, no ostentó el título de Valide Sultan, ya que falleció antes que Solimán, no obstante, luego de la muerte de la sultana Ayşe Hafsa, se convirtió en la sultana más poderosa e influyente de la época sin necesidad de llevar tal título. 
El embajador veneciano Antonio Barbarigo informó en 1558: 
"Ella la dueña de este señor. lo mantiene siempre cerca, ella duda de su propia vida a causa de una enfermedad".
El nuevo embajador de Francia, Jean de la Vigne, envió una carta al rey francés anunciando:
"La esposa del sultán [Hürrem] murió alrededor de las dos de la madrugada, cubriendo el palacio con un profundo luto. Además del sultán, también lloraron sus hijos, Rüstem Paşa y todos los que la amaban en el mundo entero. El sultán quedó tan afectado por su muerte que su aspecto cambió por completo, como si hubiera envejecido años. Se dice que el día antes de la muerte de Hürrem, el sultán le prometió que nunca volvería a mirar a otra mujer si la perdía.”
Otro embajador, mencionado como Kutbeddin, un enviado por La Meca a Estambul compuso una especie de epitafio para Hürrem:
"El sultán se caso con ella. Ella era parte de él y muchos asuntos estaban en sus manos. El sultán la amaba hasta la locura y su corazón se ha roto con su muerte".
Hürrem fue una emperatriz que llevó con éxito el título de "La esposa del sultán del mundo", y de esta forma acabaría la vida de una de las sultanas más importantes del Imperio otomano, reconocida tanto por su influencia como por su vínculo amoroso con Solimán el Magnífico.

## Personalidad
Los contemporáneos de Hürrem la describen como una mujer de una belleza sorprendente y diferente a las demás por su pelo rojo. Hürrem también era inteligente y tenía una personalidad agradable. Su amor por la poesía se considera una de las razones por las que fue muy favorecida por Suleiman, quien era un gran admirador de la poesía. 
Se sabe que Hürrem fue muy generosa con los pobres. Construyó numerosas mezquitas, madrasas, baños turcos y lugares de descanso para los peregrinos que viajaban a la ciudad santa islámica de La Meca. Su mayor obra filantrópica fue el Gran Waqf de Al-Quds, un gran comedor de beneficencia en Jerusalén que alimentaba a los pobres.
Y lo más controvertido es que también apoyó a los jenízaros que la odiaban, según una nota anónima contemporánea. Pero no de la manera que pensamos al principio: ella no intentó comprarlos con sobornos. Según la historia, una vez acompañó al sultán al cuartel de los jenízaros, y cuando vio a los jóvenes haciendo ejercicio sin zapatos, se le rompió el corazón y le pidió a Solimán que les diera un estipendio mensual y zapatos. Solimán lo hizo, pero Hürrem tampoco quería debilitar el tesoro, por lo que vendió parte de su oro y joyas y devolvió el dinero al tesoro. 
Se decía que Hürrem era una mujer astuta, manipuladora y de corazón de piedra que ejecutaba a cualquiera que se interpusiera en su camino. Sin embargo, su filantropía contrasta con esto, ya que se preocupaba por los pobres. 
El escritor ucraniano Pavló Zahrebelni describe a Hürrem de la siguiente forma:
"Una mujer inteligente, amable, comprensiva, de corazón abierto, sincera, talentosa, generosa, emocional y agradecida que se preocupa por el alma más que por el cuerpo; que no se deja llevar por destellos ordinarios como el dinero, inclinada a la ciencia y al arte; en resumen, una mujer perfecta”. 

## Legado
Hürrem Haseki Sultan, o Roxelana (como la llamaban en Occidente), también llamada la "Gran Sultana", es bien conocida en la Turquía moderna y en el mundo, además de ser el tema de muchas obras artísticas. En 1561, tres años después de la muerte de Hürrem, el autor francés Gabriel Bounin escribió una tragedia titulada La Soltane sobre el papel de Hürrem Sultan en la muerte de Mustafá. Esta tragedia marca la primera vez que los otomanos fueron introducidos en la literatura europea (Francia). Ha inspirado pinturas, obras musicales como el segundo movimiento de la Sinfonía n.º 63 de Haydn, una ópera de Denys Sichynsky, un ballet, obras de teatro y varias novelas escritas en inglés, francés, alemán y principalmente en ucraniano.

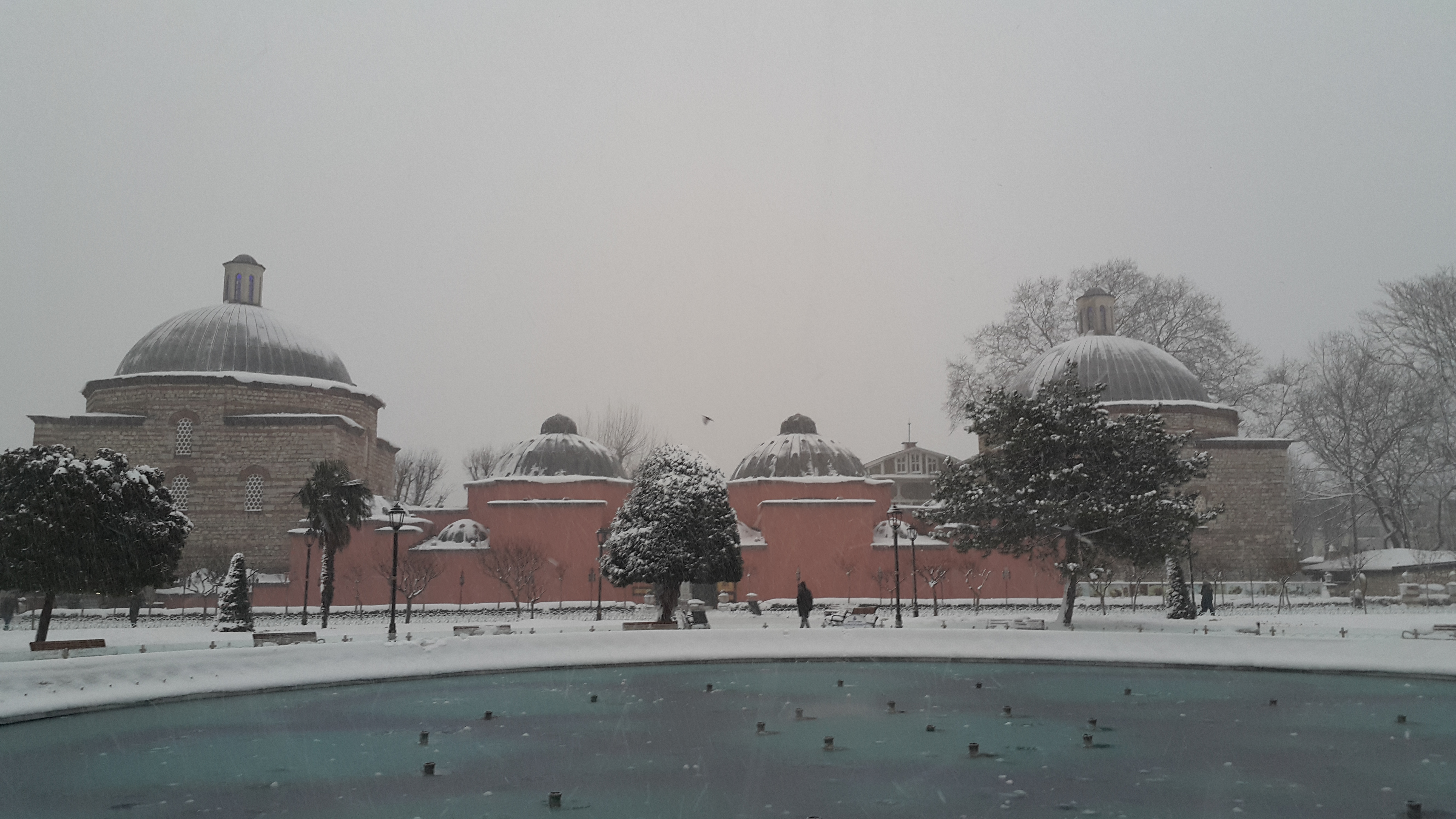
Baños construidos por Hürrem (Hamam Haseki Hürrem Sultan) en invierno.

En la España moderna temprana, aparece o se alude en obras de Quevedo y otros escritores, así como en una serie de creaciones de Lope de Vega. En una obra titulada La sagrada liga, Tiziano aparece en el escenario del Senado veneciano, declarando que acaba de visitar a la Sultana, mostrando una pintura de ésta, llamándola Sultana Rossa o Roxelana.
En 2007, los musulmanes en Mariúpol, una ciudad portuaria en Ucrania, abrieron una mezquita en honor a Hürrem.

## Galería

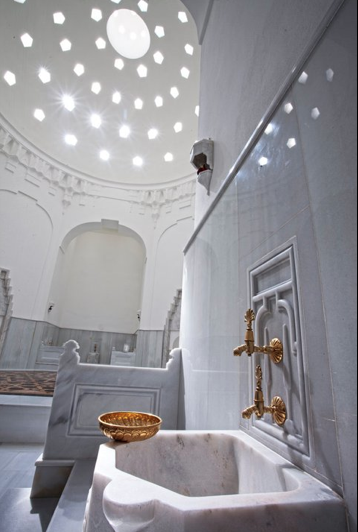
Interior del Hamam Haseki Hürrem Sultan.
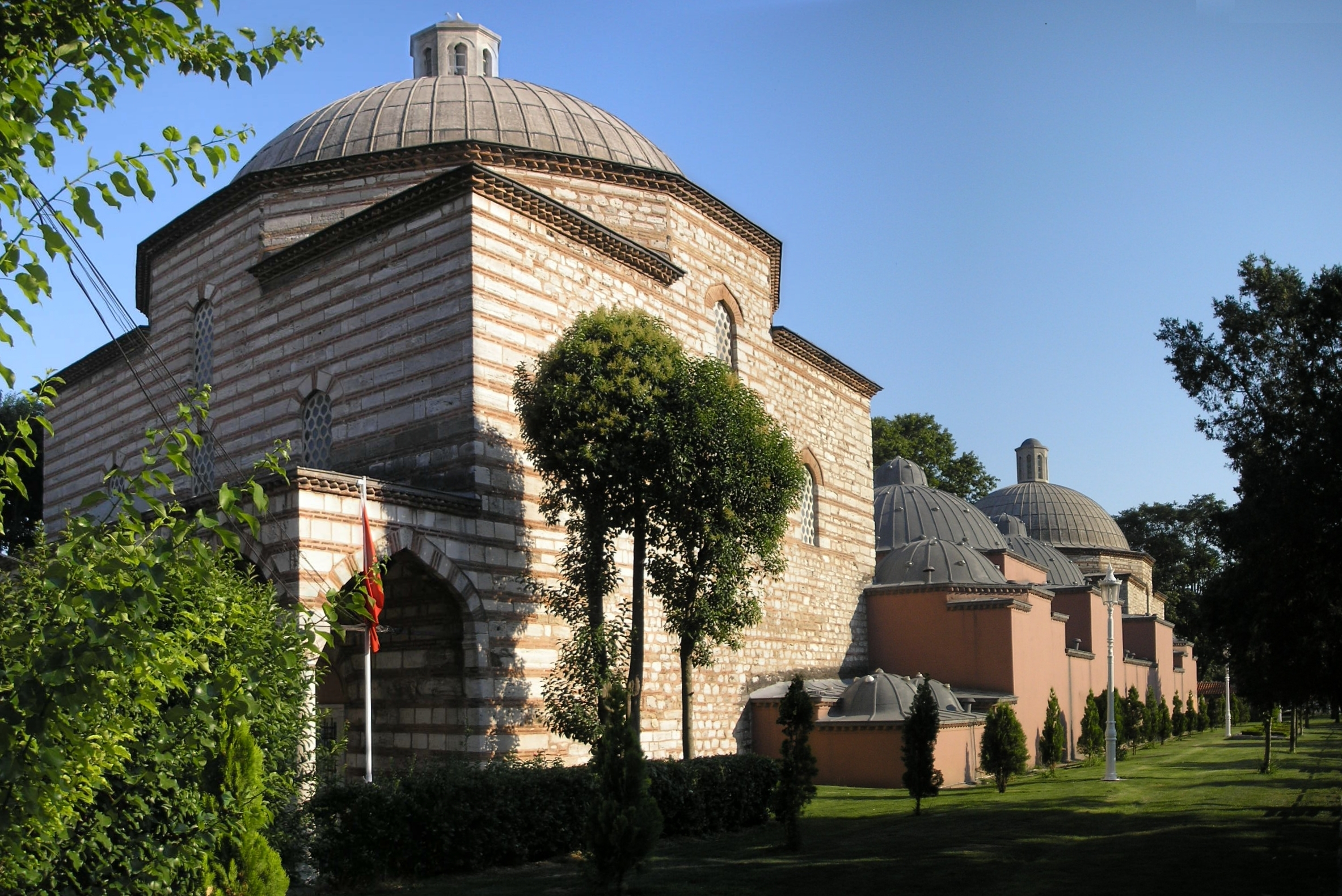
Exterior del Hamam construido por órdenes de Hürrem.
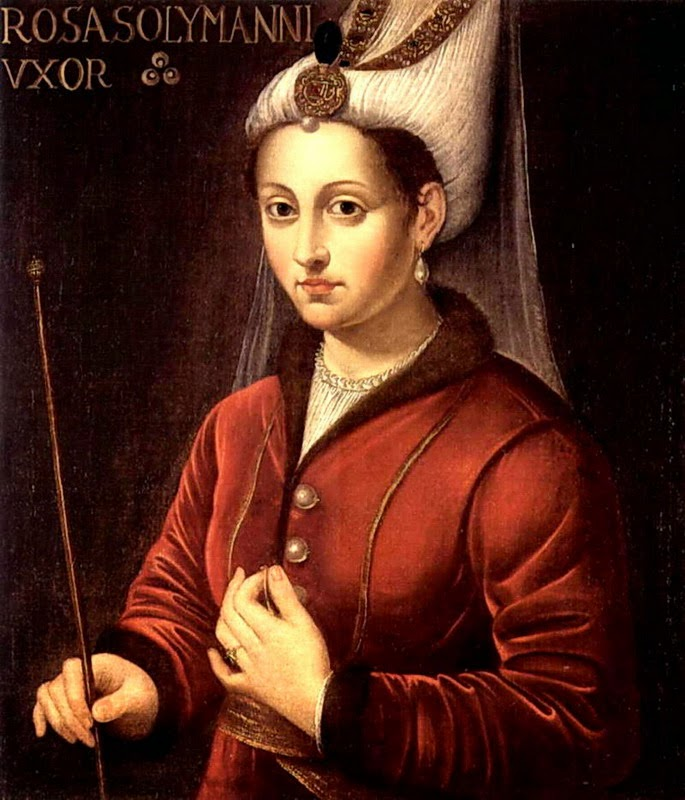
Cuadro: Rossa Solymanni uxor, pintura inspirada en Hürrem.
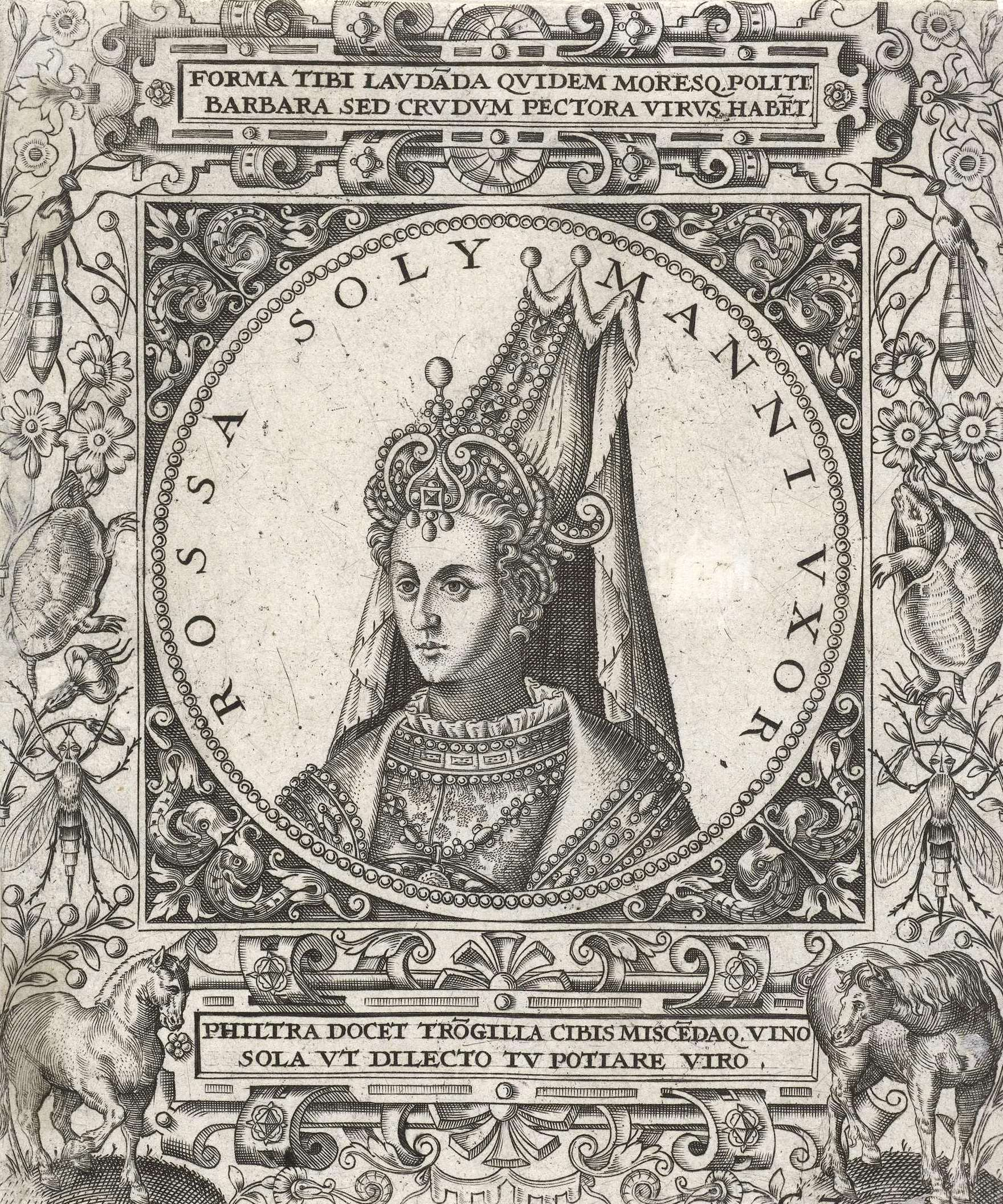
Representación europea de Roxelana por Johann Theodor de Bry (1596).
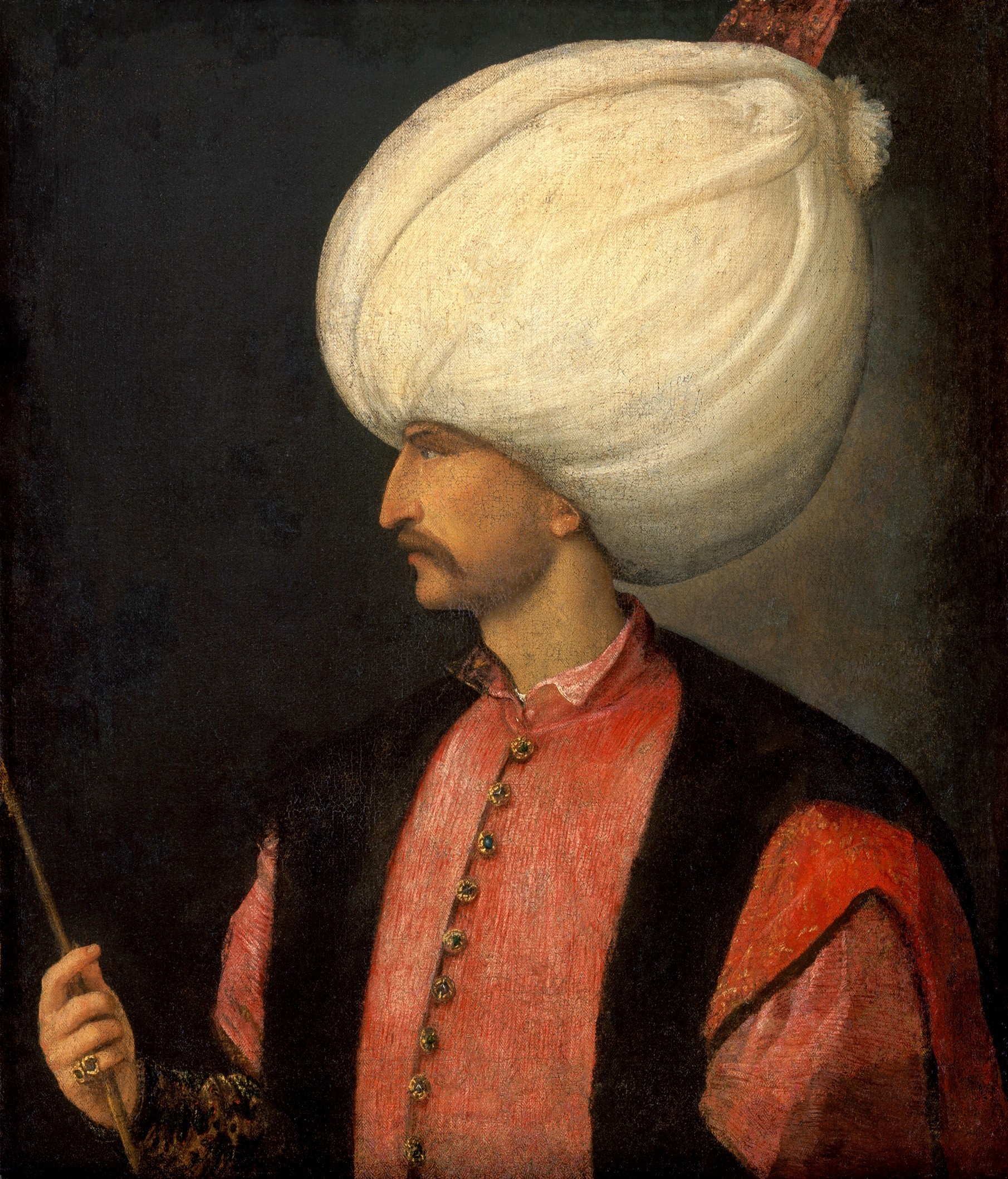
El cónyuge de Hürrem Sultan, Solimán el Magnífico.
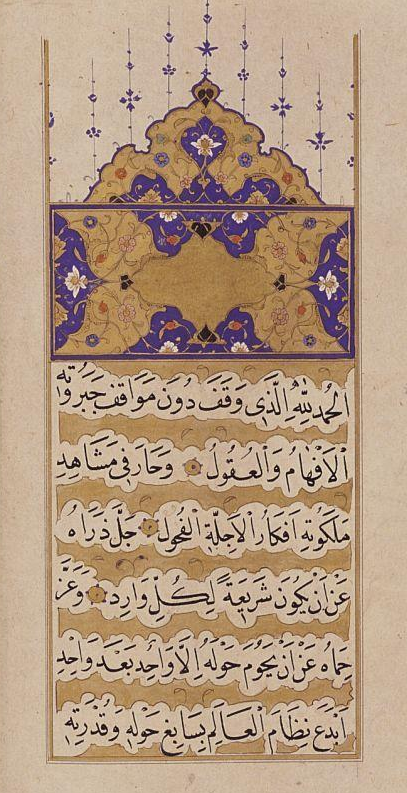
El Corán de Hürrem.
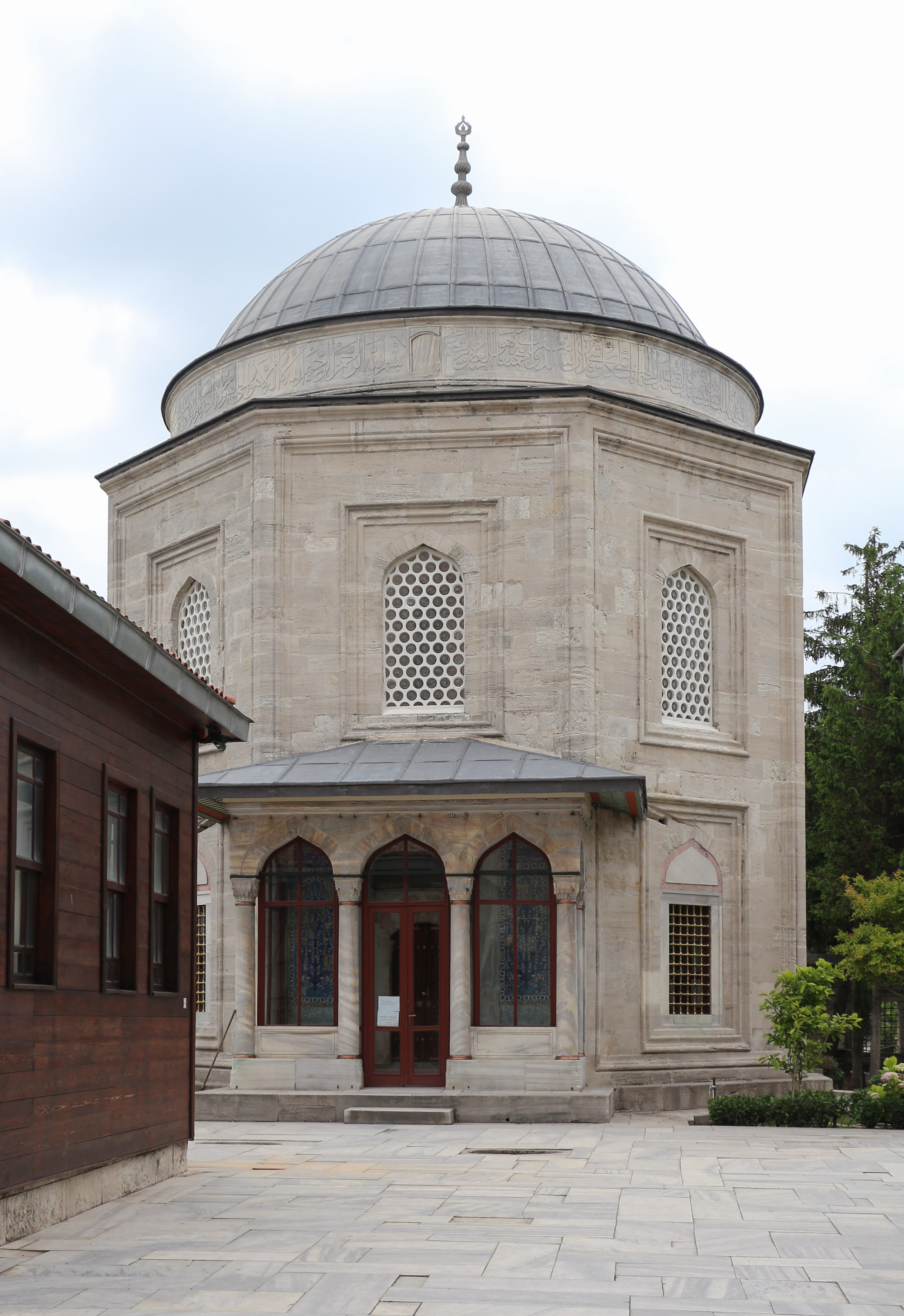
Mausoleo o türbe de Hürrem Sultan.
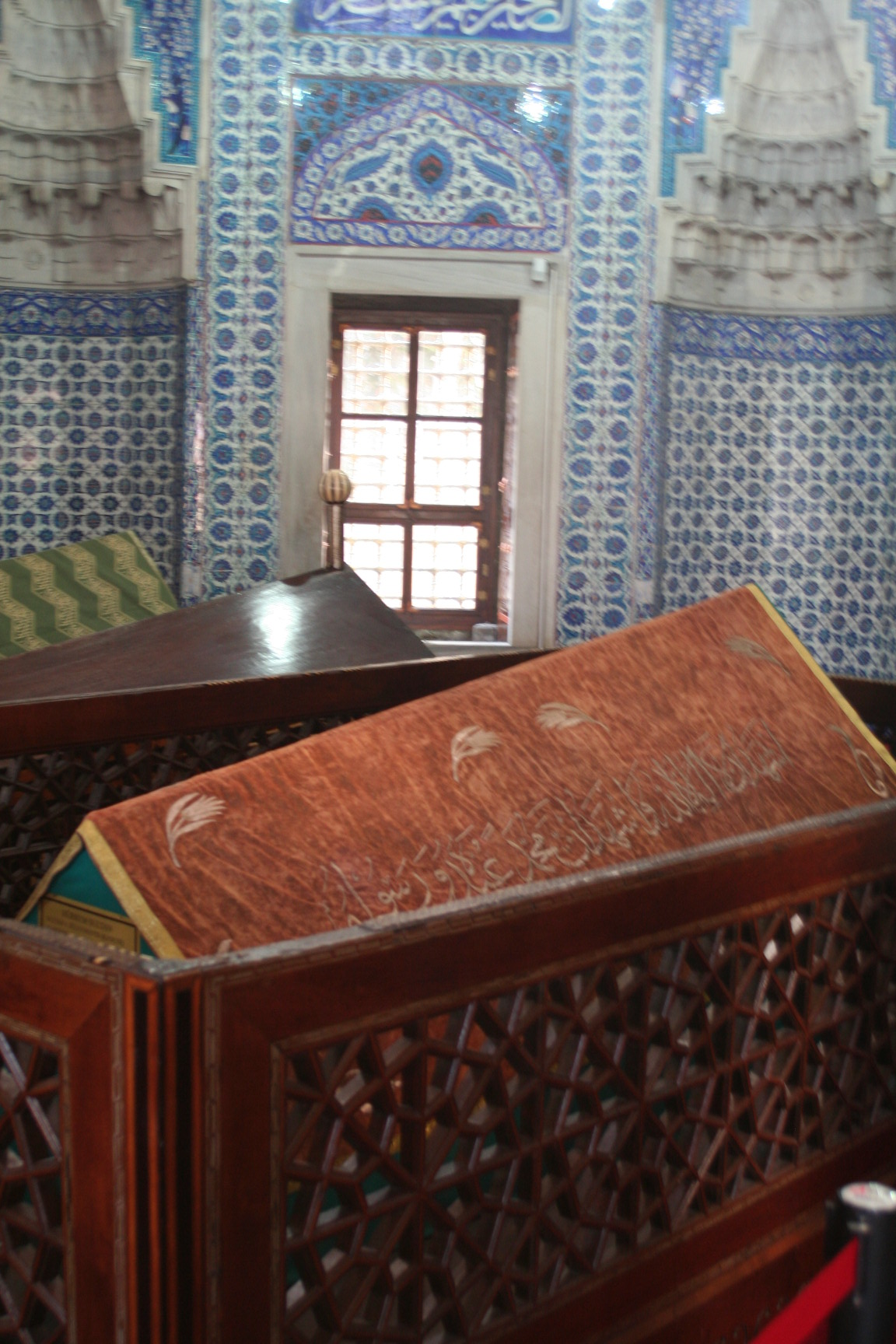
Interior del mausoleo.
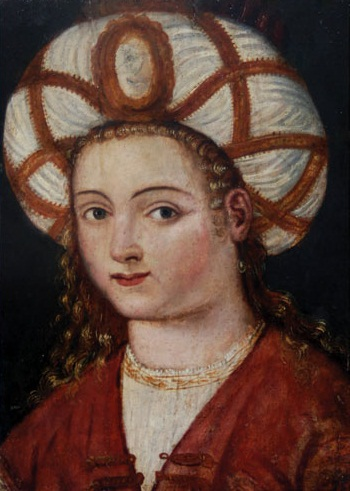
Pequeño retrato inspirado en Hürrem Sultan.
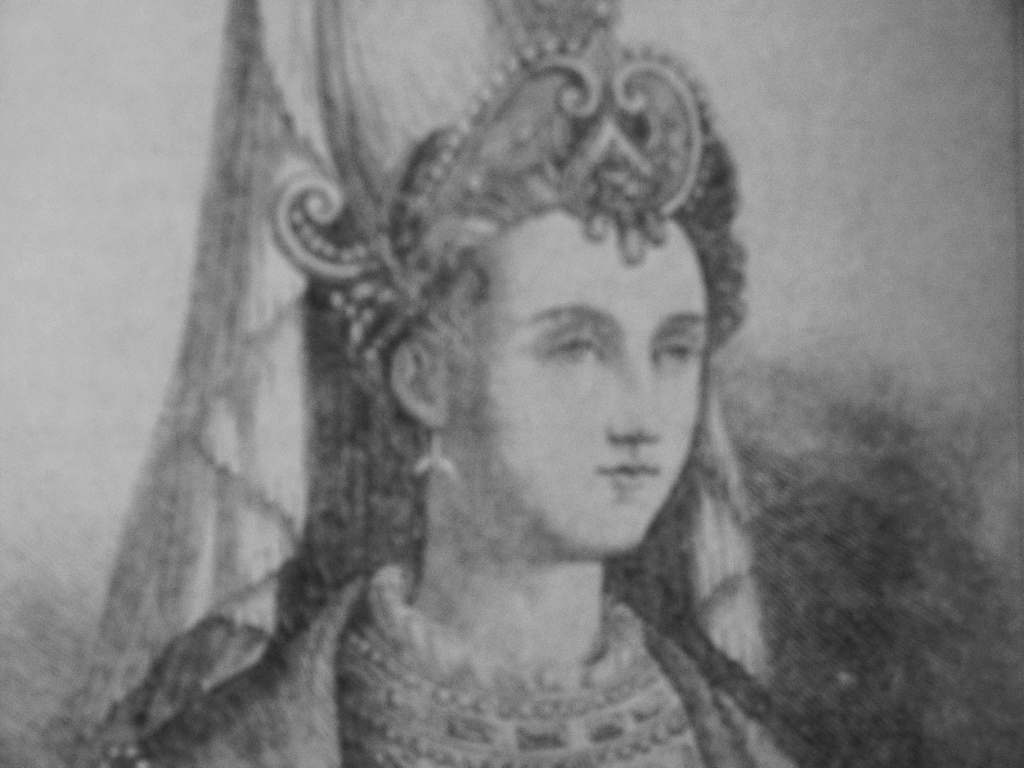
Ilustración de Hürrem Sultan.
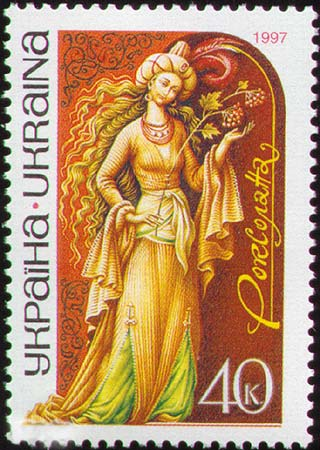
Sello de correos ucranianos emitido en 1997 en honor a Hürrem Sultan.
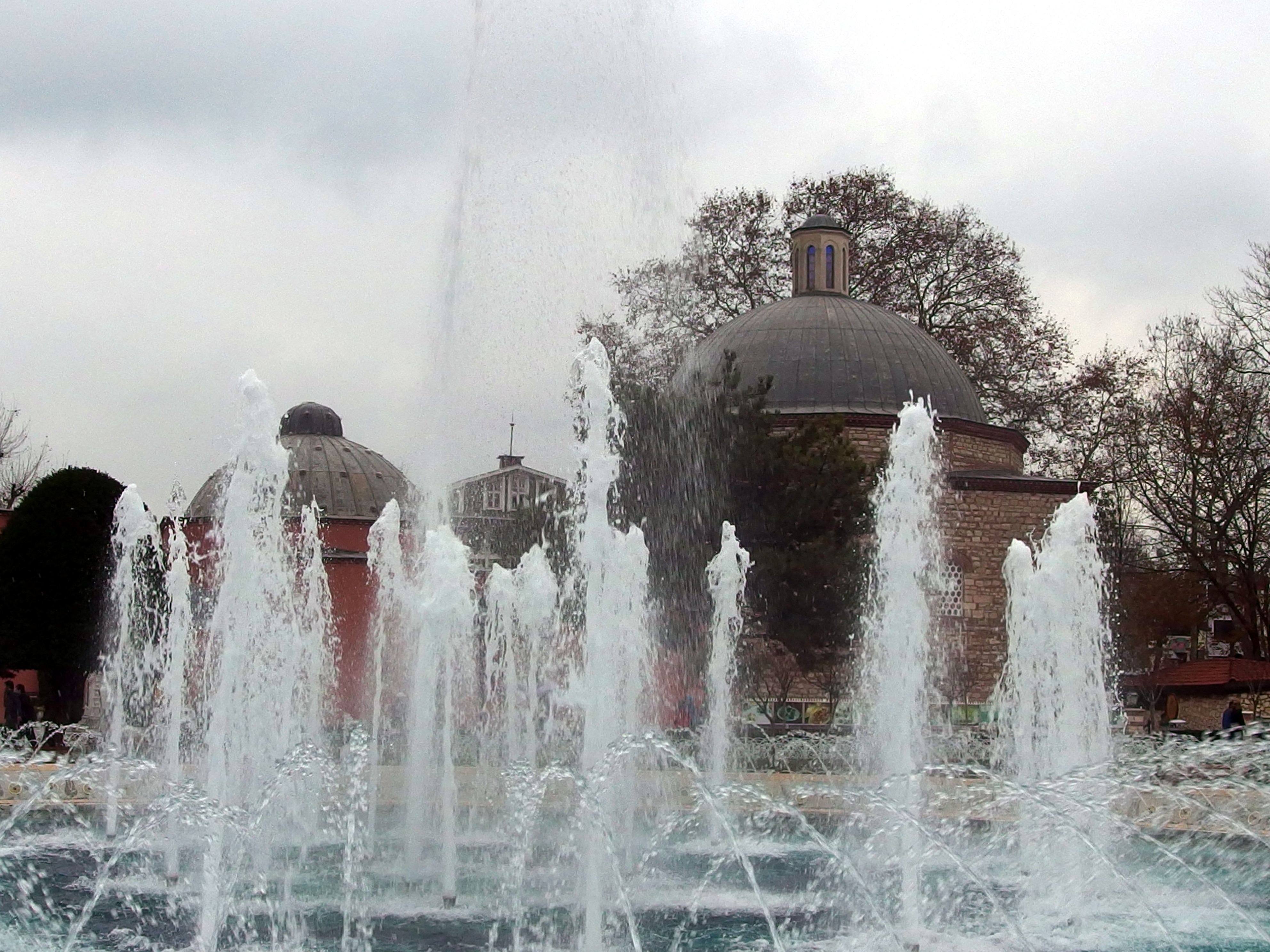
El Hamam desde la plaza Sultanahmet.
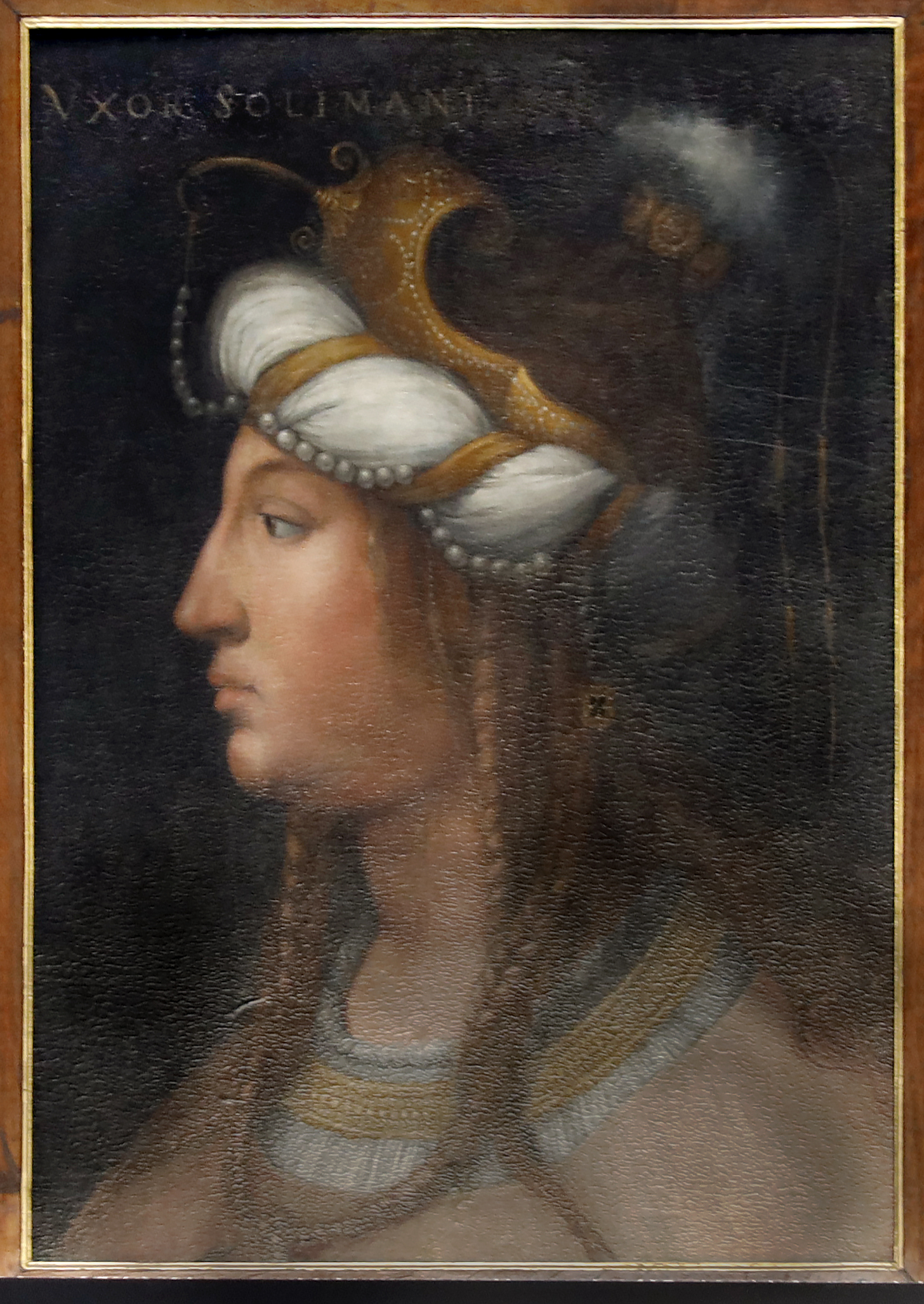
Otro retrato inspirado en Hürrem Sultan.
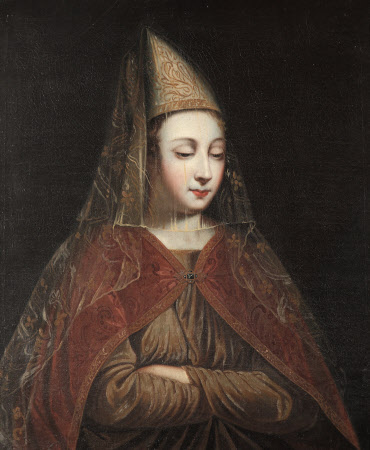
Retrato inspirado en Hürrem Sultan, actualmente se exhibe en una escuela en Milán.
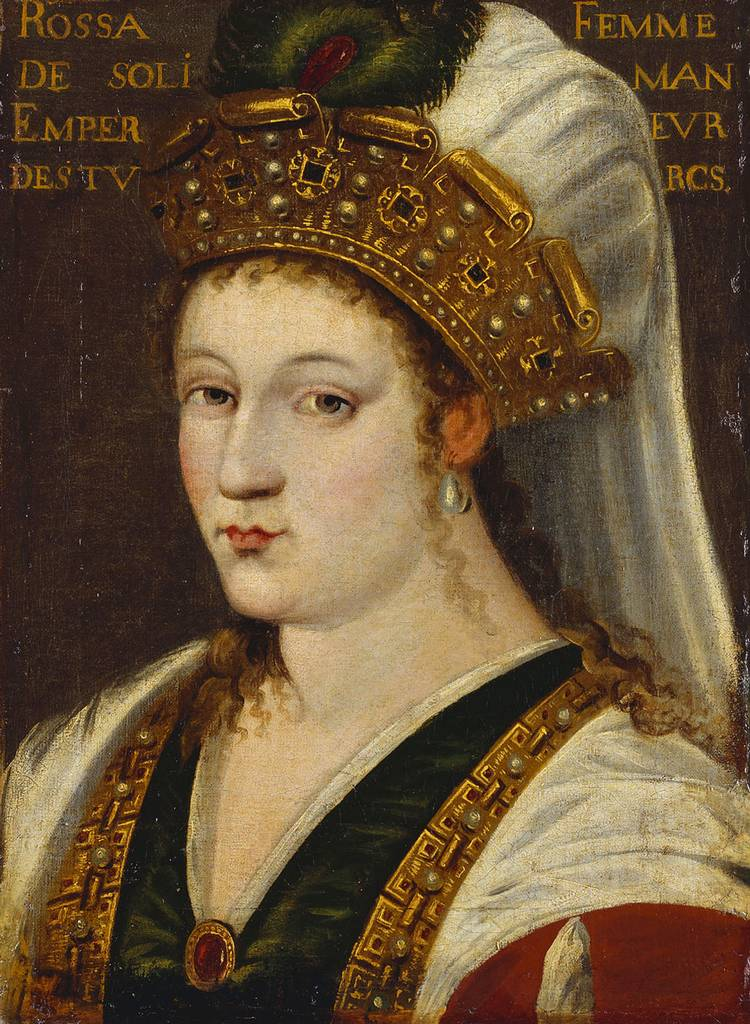
Retrato inspirado en Hürrem Sultan, hecho en el año 1600.
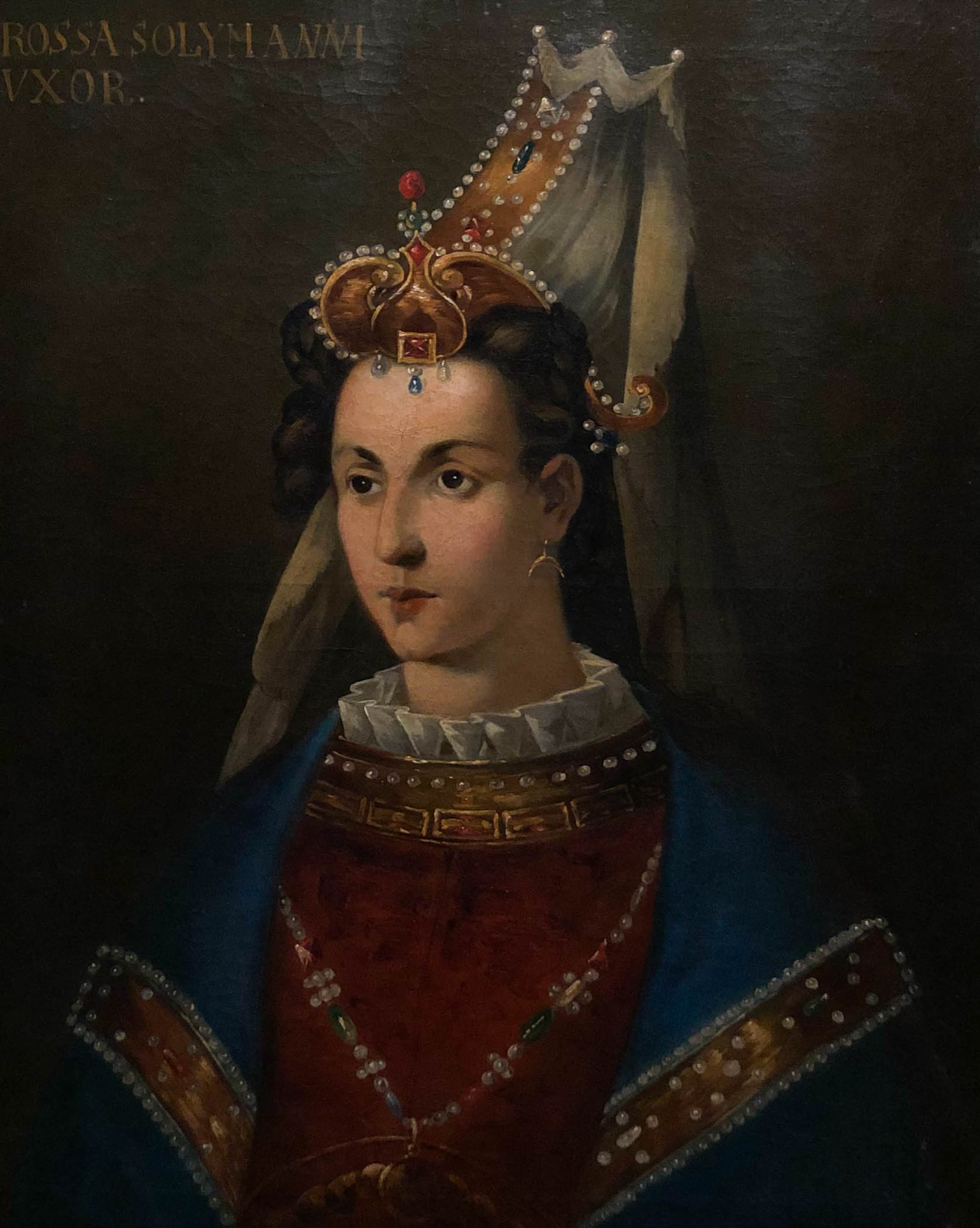
Retrato inspirado en Hürrem Sultan; en su cabeza porta la leyenda de una corona que ella misma se mandó a hacer. Esta corona tenía distintos tipos de joyas.
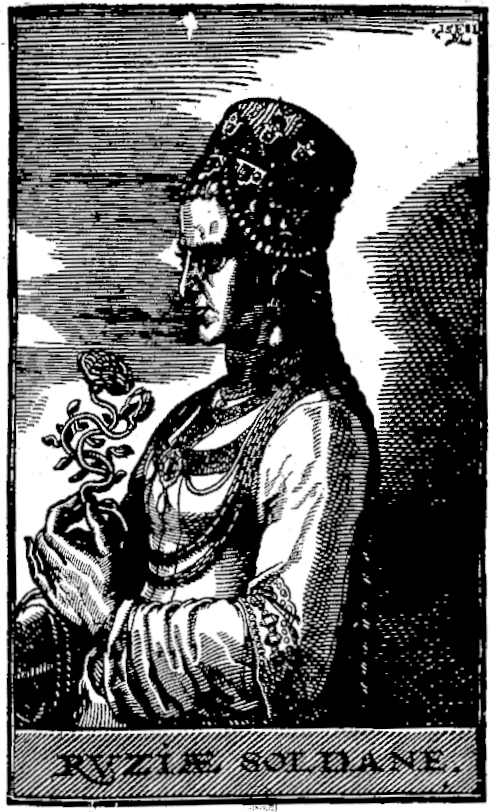
Un juego de cartas inspirado en Hürrem Sultan.
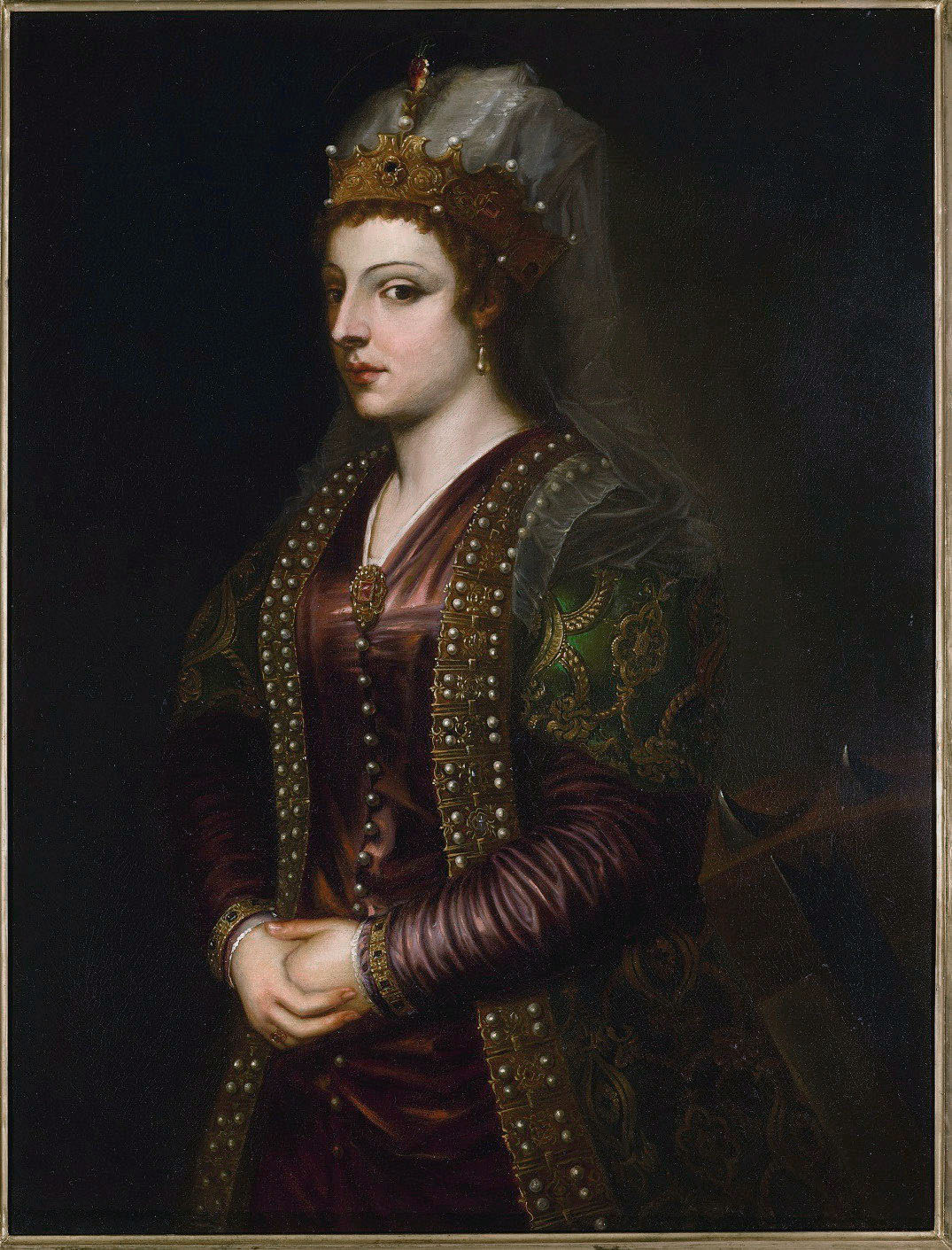
Retrato inspirado en Hürrem Sultan, fue hecha por el mismo autor de una escuela retrato anterior solo de una forma diferente. También hecho en el año 1600.
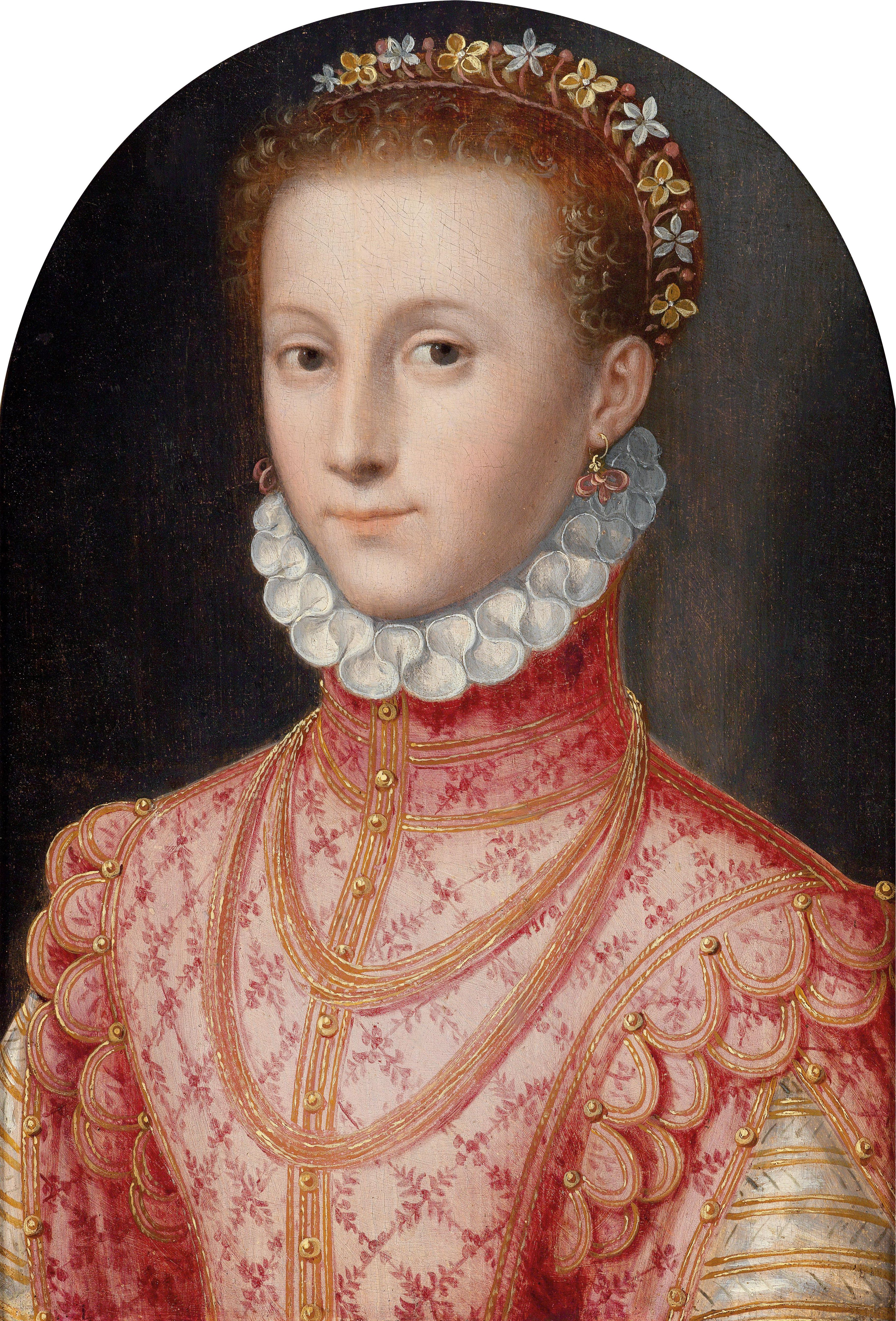
Pintura inspirada en Hürrem Sultan, contrario a la costumbre de usar ropas otomanas, el pintor la pintó basándola en vestimentas de la corte europea.
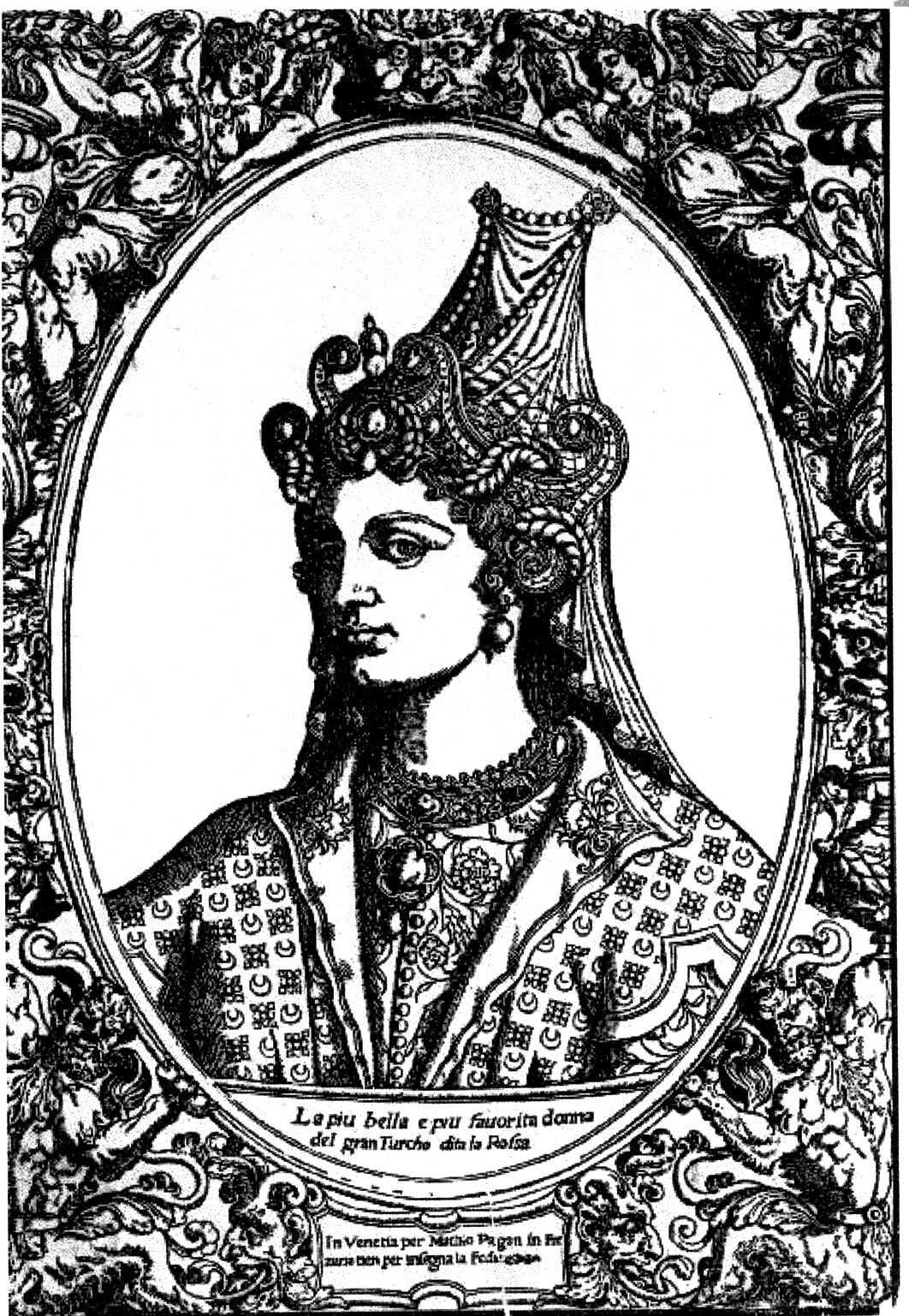
Boceto inspirado en Hürrem, hecho en 1569.
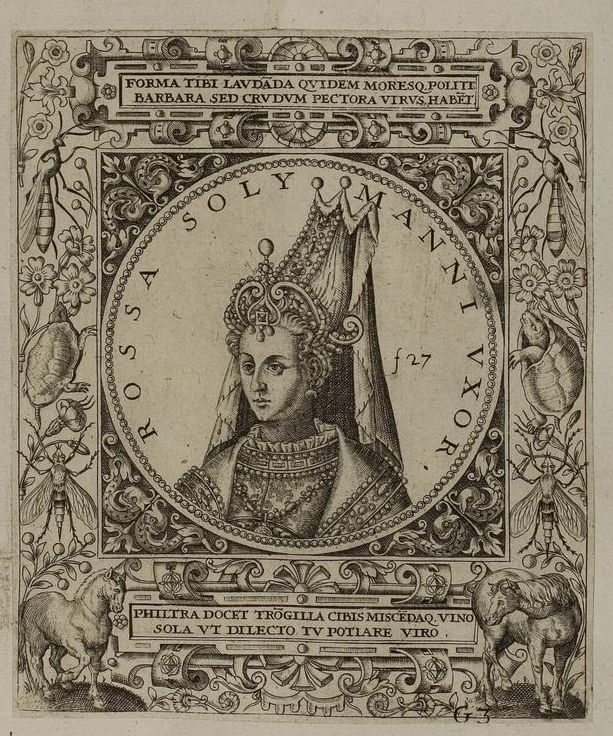
Dibujo inspirado en Hürrem Sultan, también con su típica corona.
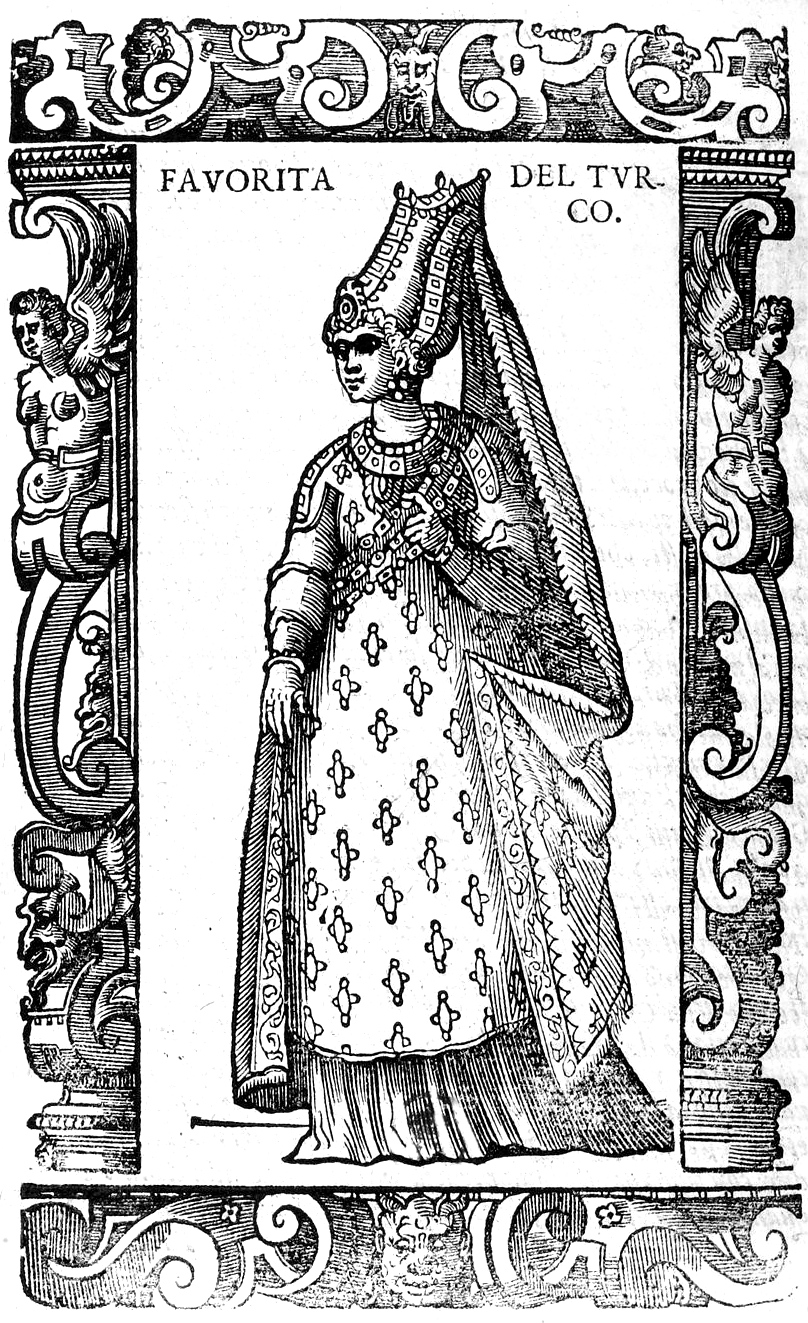
Un retrato posiblemente basado en Hürrem, pertenece al siglo XVII.
Un retrato inspirado en Solimán y Hürrem.
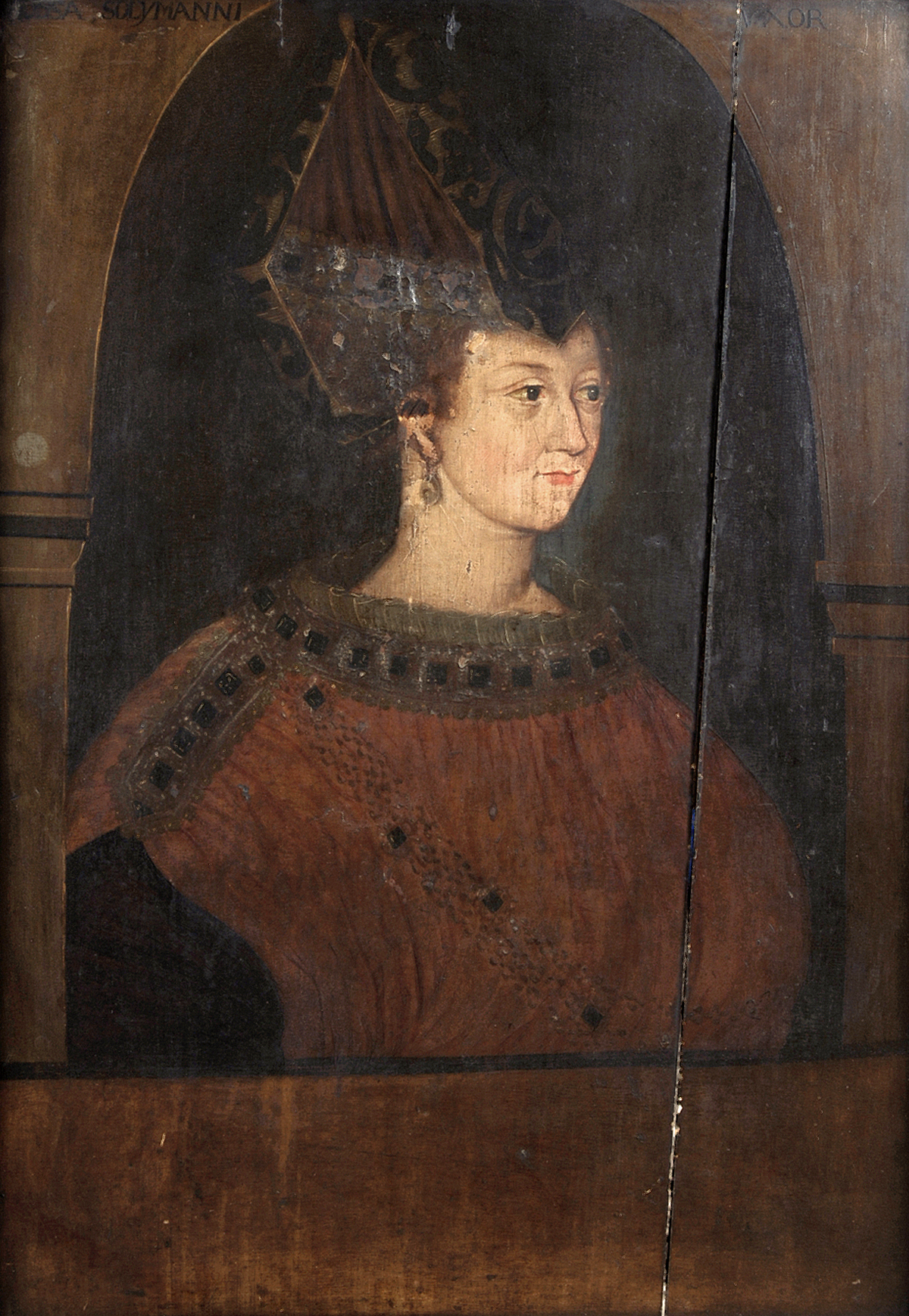
Un retrato inspirado en los últimos años de Hürrem Sultan.
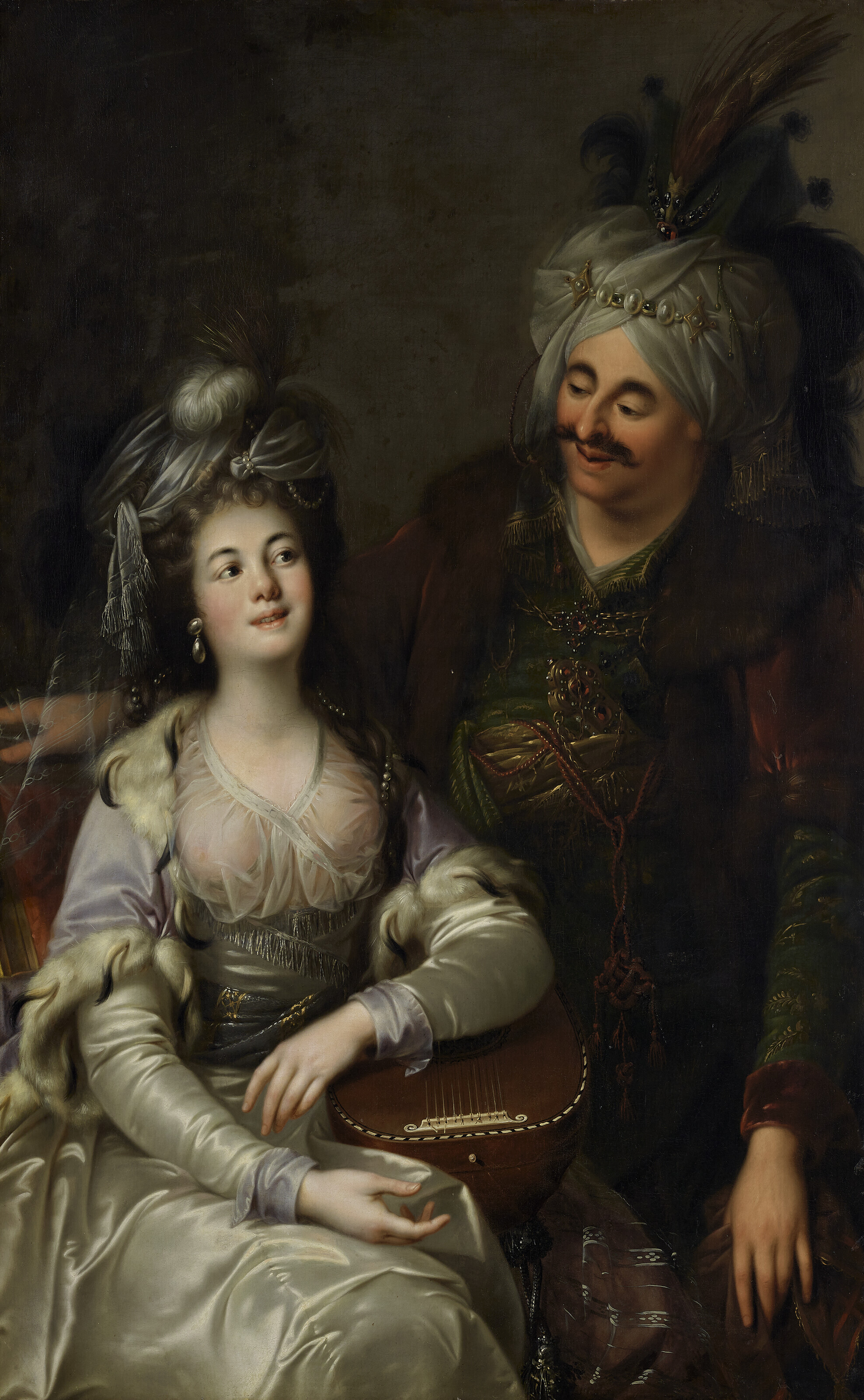
Un retrato inspirado en Hürrem y Solimán
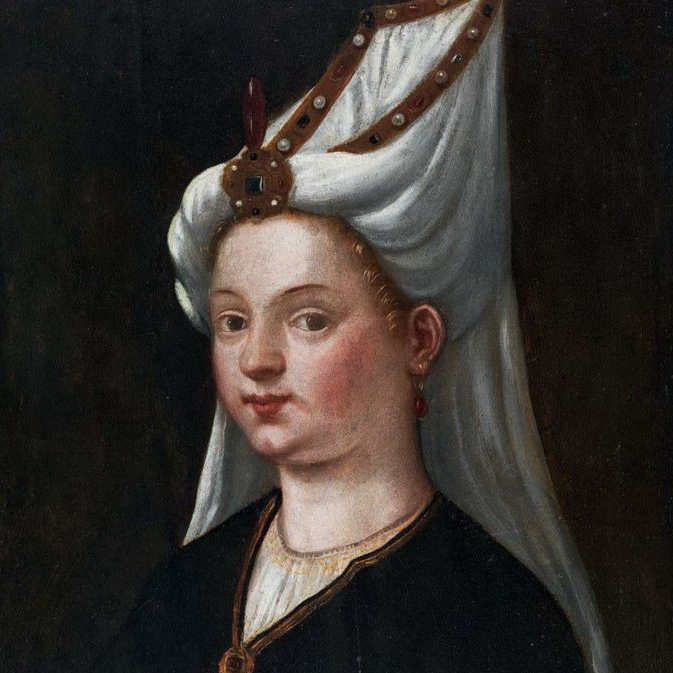
Un retrato inspirado en una joven Hürrem Sultan.
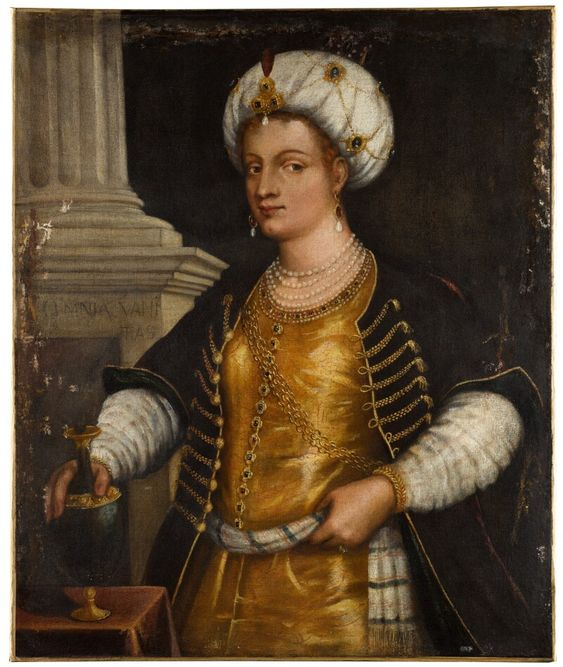
Retrato posiblemente inspirado en Hürrem Sultan.

## Obras relacionadas

### Literatura
- 1835: El poema "Roksolana, un drama en cinco actos en verso" (Nestor Kukolnik).
- 1864-1869 - Drama histórico en cinco actos "Roksolyan" (Gnat Yakimovich).
- 1880 - La historia "Roksolana o Anastasia Lisovskaya" (Mikhail Orlovsky).
- 1924: La obra histórica del orientalista ucraniano Agafangel Krymsky "Historia de Turquía y su literatura", en la que se dedican más de 20 páginas a Hürrem.
- 1930 - La historia "Roksolyan" (Osip Nazaruk).
- 1934 - Cuento "La sombra del buitre" (Robert Howard); en la historia, solo se menciona a Roksolana, pero el personaje principal es un personaje ficticio, Red Sonya, quien, según la trama, es la hermana de Hürrem Sultan.
- 1937 - Cuento "Roksolana. Narrativa histórica del siglo XVI" (Anton Lototsky).
- 1942 - La novela "Roxelane" (Johannes Tralov).
- 1949 - La novela "Mikael Hakim: kymmenen kirjaa Mikael Carvajalin eli Mikael El-Hakimin
- 1965 - La novela "Flor de estepa" (Nikolai Lazorsky).
- 1966 - El estudio "La carrera imperial de Anastasia Lisovskaya" (Irina Knysh). 1968 - la historia "La zarza ardiente" (Yuri Kolisnichenko).
- 1971 - El poema "Roksolyan. Doncella de Rogatin" (Lyubov Zabashta).
- 1980 - La novela "Roksolana" (Pavel Zagrebelny).
- 2003 - La novela "La magnifica dell'harem" (Isor de Saint-Pierre).
- 2013 — Novela "Hürrem: La famosa amada del sultán Suleiman" (Sophia Benois; edición ricamente ilustrada).

### Película
- 1990 - "Batalla de los Reyes Magos", Hürrem fue interpretada por la actriz estadounidense, Claudia Cardinale.
- 1996-2003 - Una serie de televisión ucraniana, "Roksolana", adaptación de la historia de Osip Nazaruk, Hürrem fue interpretada por la actriz ucraniana, Olga Sumskaya.
- 2003 - Una serie de televisión turca, "Khurrem Sultan", Hürrem es interpretada por la actriz turca, Gülben Ergen.
- 2008 - Un documental ruso, "Roksolana: un camino sangriento hacia el trono", de la novela, "En busca de la verdad".
- 2011-2014 - La famosa serie turca, "Muhteşem Yüzyıl", se hizo famosa en Occidente llegando hasta Latinoamérica. De joven es interpretada por la actriz turca-alemana, Meryem Uzerli hasta la temporada 3. En la temporada 4 es interpretada por la actriz turca, Vahide Perçin.
- 2022 - La película estadounidense, "Three Thousand Years of Longing". Hurrem fue interpretado por la actriz australiana, Megan Gale.

### Teatro
- 1761 - La obra "Les Trois Sultanes ou Soliman Second" (Charles-Simon Favard).
- 1985 - La obra "Roksolana" del Teatro Regional de Música y Drama de Ternópil lleva su nombre. T. G. Shevchenko (Ucrania) - puesta en escena de la novela de Pavel Zagrebelny, el papel de Hürrem estuvo en manos de la actriz ucraniana, Lucy Davidko.
- 1988: La obra "Roksolana" del Teatro Académico de Música y Drama de Ucrania de Dnipró lleva el nombre de T. G. Shevchenko (Ucrania), el papel de Hürrem es interpretado por la actriz ucraniana, Alexandra Kopytin.

### Música
- Se han escrito o dedicado unas dos docenas de obras musicales a Roksolana, entre ellas:
- 1779-1781 - Sinfonía 63 (Joseph Haydn).
- 1908-1909 - La ópera "Roksolana" (Denis Sichinsky).
- 1976 - El ballet "Hyurrem Sultan" (música de Nevit Kodalli, coreografía de Oytun Turfanda).
- 1990 - La canción "Roksolana" (letra de Stepan Galyabarda, música de Oleg Slobodenko, interpretada por Alla Kudlay).
- 1992 - La canción "Roksolana", interpretada por Aivo (Andrey) Krasovsky.
- 1995 - La ópera "Suleiman and Roksolana or Love in the Harem" (Alexander Kostin, libre. Boris Chip).
- 2000 - La ópera rock "I am Roksolana" (letra de Stepan Galyabarda y música de Arnold Svyatogorov).
- 2009 - El ballet "Roksolana" (dir.-coreógrafo Dmitry Akimov).

| Predecesor: Título creado para el uso exclusivo de ella | Haseki Sultan 1530-1558   | Sucesor: Nurbanu Sultan  |
| Predecesor: Ayşe Hafsa Sultan                           | Valide-i Sa´ide 1534-1558 | Sucesor: Mihrimah Sultan |